# Château de Lunéville
Le château de Lunéville est une demeure des ducs de Lorraine depuis le XIIIe siècle, d’abord occasionnelle puis officielle à partir du XVIIIe siècle. Il est construit pour le duc Léopold Ier entre 1703 et 1720 sur des plans de Pierre Bourdict, Nicolas Dorbay et Germain Boffrand sans l’aile nord par faute de moyens, lui laissant sa forme actuelle, dissymétrique.
Quand Léopold Ier reprend possession de ses duchés en 1697, il ne peut assumer financièrement la rénovation du palais ducal à Nancy. Lors de la nouvelle occupation du duché par l’armée française, il se retire à Lunéville et fait entièrement reconstruire le château en s'inspirant du château de Versailles. Il en fait sa résidence principale et y meurt en 1729.
Son fils, le duc François III, est contraint de céder à titre viager ses possessions au roi de Pologne en exil, Stanislas Leszczyński. Celui-ci y meurt accidentellement en février 1766. Le duché est alors annexé par la France.
Louis XV de France entreprend de détruire un grand nombre de châteaux lorrains, mais Lunéville est conservé et transformé en caserne.
Depuis 2017, le conseil départemental de Meurthe-et-Moselle est propriétaire de l'ensemble du château.
Chef-d'œuvre de l'architecture du XVIIIe siècle, le « Versailles lorrain » a été classé monument historique en 1901 pour sa chapelle et en 1998 dans sa totalité.
Au cours de son histoire, le château a été victime de plusieurs incendies, dont le dernier, en janvier 2003, a déclenché une importante mobilisation pour sa reconstruction.

## Histoire

### Le castrum et le premier château fort médiéval
Le château actuel occupe l’emplacement d’une ancienne fortification dont l’origine se situe vers l’an mil. Aucun document ne révèle l’existence d’un établissement humain à cet endroit avant la fin du Xe siècle.
Le site de Lunéville est alors la propriété des puissants comtes épiscopaux de Metz. Le comte Folmar y fait édifier un castrum afin de contrôler le franchissement de la Vezouze sur la précieuse route du sel, allant de Vic-sur-Seille vers Deneuvre et Raon-l'Étape, pour gagner Sélestat et l’Alsace. On ignore tout de l’architecture de ce castrum, qui pouvait n’être qu’une enceinte légère permettant la perception de péages.
Dans la seconde moitié du XIIe siècle, la terre de Lunéville passe à une branche cadette des Folmar avec Hugues de Bliescastel, qui prend le titre de Hugues Ier de Lunéville. Un véritable château fort succède alors au castrum. Cette construction entreprise par Hugues Ier ou par son fils Hugues II matérialise le pouvoir de cette nouvelle lignée seigneuriale. Ce pouvoir sera de courte durée, puisque dès 1243, la seigneurie de Lunéville entre dans le domaine du duc de Lorraine Mathieu II, qui devient propriétaire du château.
On connaît le parti d’ensemble de l’édifice, qui se trouvait sur la rive gauche de la Vezouze, à proximité d’un pont, à l’emplacement du château actuel. C’était un bâtiment quadrangulaire cantonné de tours, entouré sur trois côtés par un fossé en eau alimenté par la rivière qui coule le long du flanc nord.
C’est dans ce château fort que les ducs de Lorraine séjournent volontiers pendant tout le Moyen Âge. Certains s’y intéressent plus particulièrement et y font d’importants travaux, comme le duc Raoul qui fonde en 1343 une chapelle castrale dédiée à la Vierge Marie et à Saint Antoine ainsi que trois messes qui doivent y être dites chaque semaine, les dimanche, mercredi et samedi.
Le XVe siècle, époque troublée, voit les Bourguignons de Charles le Téméraire occuper Lunéville en 1476 ; les ducs de Lorraine et de Bar, souvent absents du pays, délaissent le château qui se dégrade. Seul René II (1473-1508) tente à l’extrême fin du siècle de sauver l’édifice de la ruine. Il y fait quelques réparations et agrandissements dans l’esprit nouveau de la Renaissance.
À leur tour, les ducs Antoine (1508-1544) et son petit-fils Charles III (1545-1608) demeurent fréquemment à Lunéville et entretiennent régulièrement le château. Les transformations les plus importantes ont lieu sous le règne de Charles III, rentré dans ses états en 1559, qui remet en état ou crée de nombreuses places fortes en Lorraine. C’est ainsi qu’il fait édifier à Lunéville une nouvelle enceinte au tracé bastionné. Les travaux durent de 1587 à 1591 environ et doublent sur trois côtés le mur médiéval, englobant à l’est le faubourg d’Allemagne. Il en résulte une modification importante dans la topographie de la ville. L’enceinte médiévale dessine un quadrilatère dominé au nord-est par le château fort, qui occupe une place stratégique dans la défense de la cité. La seconde enceinte est entourée de fossés remplis par les eaux de la Vezouze ; à l’intérieur, le château est isolé de la ville par une ligne de défense supplémentaire.
Il semble que le duc Charles III se soit davantage intéressé au système défensif qu’au château médiéval, qui apparaît très endommagé à la fin de son règne, une des tours menaçant même de tomber en ruine.

### La reconstruction par le ducHenriII
Le successeur de Charles III, Henri II, décide de reconstruire entièrement le château pour faire de Lunéville l’une de ses résidences principales. En 1609, l’architecte Nicolas Marchal et le mathématicien Jean-Baptiste Stabili dressent des plans pour un pavillon. Deux ans plus tard, l’architecte Jean Lyot élabore de nouveaux projets ; les travaux sont confiés à Jean La Hiere, architecte des bâtiments ducaux, qui réalise de nombreux édifices à Nancy et ailleurs en Lorraine ducale. Le chantier se termine vers 1620 avec la création par Hector Parent du jardin « au derrière du château ». La construction entraîne la disparition progressive de l’ancien édifice médiéval, dont il ne reste en 1630 qu’ « un vieux corps de logis » et une tour en très mauvais état.
La demeure de Henri II est connue par un relevé de 1690 conservé aux archives départementales de Meurthe-et-Moselle. De plan en U, elle se compose d’un corps central flanqué de deux importants pavillons et de deux corps de portique en retour d’équerre se terminant chacun par un petit pavillon rectangulaire. Un mur percé d’un portail ferme la cour. Un escalier en fer à cheval donne accès au jardin. Ce plan reste lisible dans le château actuel, dont le corps central s’élève aujourd’hui sur les fondations de l’ancien, qui occupait, comme aujourd’hui, le point le plus élevé du site.
Ce deuxième château n’est habité que très peu de temps par le duc de Lorraine. Moins de vingt ans après sa construction, il est incendié lors du conflit avec la France, qui entraine en 1638 le siège de Lunéville puis la démolition de ses fortifications. D’ailleurs, la guerre de Trente Ans prive la Lorraine de ses souverains légitimes jusqu’en 1697, date du traité de Ryswick qui restitue enfin au duc Léopold la souveraineté de ses états.

### L’œuvre de Germain Boffrand pour le Versailles lorrain

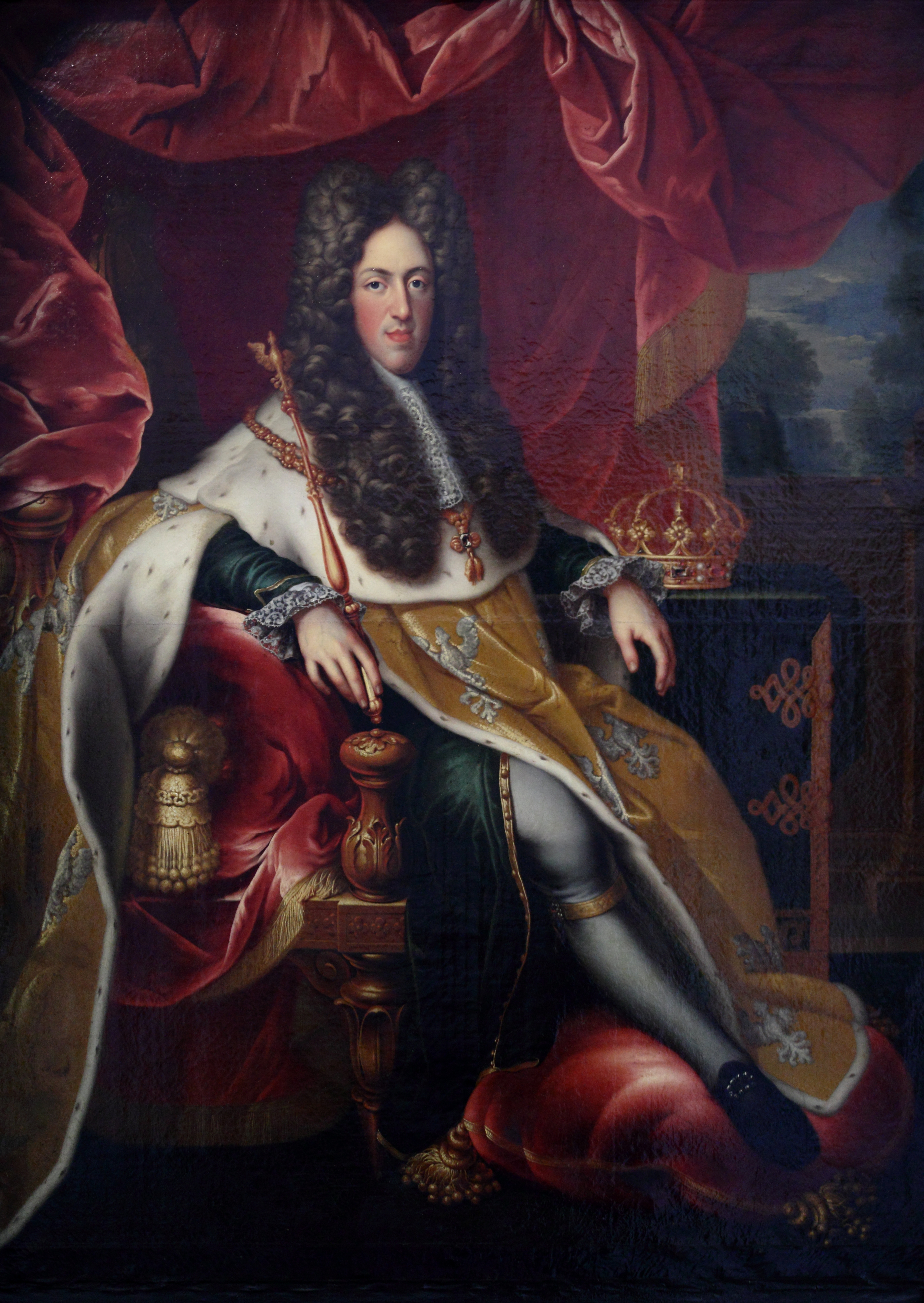
Portrait en pied de Léopold Ier par Nicolas Dupuy (1703), dépôt du musée des beaux-arts de Nancy au musée Lorrain.

Après un siècle de désastres, le règne de Léopold (1697-1729) est une période de prospérité dont bénéficie tout particulièrement Lunéville.
À son arrivée en Lorraine, Léopold, qui s’installe à Nancy, s’intéresse très vite à Lunéville, où il prévoit probablement de séjourner. Ainsi, dès 1698, il fait entreprendre des réparations importantes dans le château construit par Henri II. La plupart des pièces sont refaites et on construit un petit bâtiment pour loger les gardes. Parallèlement, Léopold ordonne la reconstruction partielle du palais ducal de Nancy.
Tout cela n’est que le prélude à ce qui va être entrepris à partir de 1702.
À cette date, début de la guerre de Succession d'Espagne, les troupes de Louis XIV occupent les possessions ducales pourtant neutres y compris Nancy et y demeurent jusqu’à la fin du conflit en 1714. Léopold, refusant cette occupation de fait, décide de quitter sa capitale. Son choix se porte naturellement sur sa propriété de Lunéville, dans laquelle il a déjà beaucoup investi.
Toutefois, malgré les travaux récents, l’ancien château n’est pas assez vaste pour recevoir la cour nombreuse de Léopold. Sa démolition, alors décidée, va laisser la place à un immense chantier de reconstruction. À travers cette décision se manifestent le désir et la volonté affirmées par Léopold d’affirmer sa légitimité et sa souveraineté comme l'a fait l'occupant avec son château de Versailles.
Raison supplémentaire pour choisir Lunéville : la distance entre cette ville et Nancy coïncide avec les normes de l’époque, soit environ une journée à cheval.
La chronologie des travaux reste difficile à établir. Elle s’échelonne de 1703 à 1723, date d’installation définitive de la cour à Lunéville. Le chantier avance, connaît une grande lenteur avec des périodes d’activité plus ou moins intense, liée aux ressources financières du duc.
La première période des travaux consiste dans la création d’une avant-cour bordée par deux nouveaux bâtiments, dans le prolongement de l’ancienne construction. Elle est menée de 1703 à 1705 par Pierre Bourdict nommé en 1700 « premier architecte et directeur des ouvrages de sculpture » du duc. En 1708, l’architecte Nicolas Dorbay, qui travaille également au château de Commercy, prend la direction du chantier. S’ouvre alors une seconde campagne qui sera très active jusqu’en 1718. Enfin, une troisième campagne, qui comprend les travaux les plus importants, commence après un incendie en janvier 1719. C’est alors le plus grand chantier de Lorraine, dans lequel de nombreux artisans et artistes sont engagés.
Le nom de l'architecte français Germain Boffrand, qui est associé à la construction du château de Lunéville, n’apparaît en réalité qu’à partir de 1709, année où il présente à l’Académie les « plans et élévations qu’il a faits pour le chasteau de Lunéville, que Monsieur le Duc de Lorraine commence à faire rebastir selon ses desseins ». Boffrand, disciple et collaborateur de Jules Hardouin-Mansart, entre au service du duc et devient en 1711 son « premier architecte ». Les plans préparés par lui sont soumis au duc Léopold Ier qui choisit le projet définitif. Six projets différents sont aujourd’hui connus ; aucun n’étant daté, il est difficile de les classer chronologiquement de façon certaine. Nous savons cependant que plusieurs d’entre eux furent proposés pour la troisième et dernière campagne de travaux, qui commence en 1719, à la suite d'un accident qui vient interrompre brutalement l’achèvement du chantier : un incendie se déclare dans la nuit du 3 janvier et détruit en quelques heures toute la partie sud-est comprenant les appartements ducaux et une partie du corps central. À la faveur de cet accident, Germain Boffrand prépare de nouveaux plans qu’il doit modifier plusieurs fois avant d’obtenir l’accord du duc. Il faut préciser que Léopold Ier, n’ayant pu obtenir les soutiens financiers qu’il espérait, vise à l’économie et souhaite rétablir « l’aile brûlée » telle qu’elle était avant l’incendie, en utilisant les matériaux récupérables.
Le projet définitif de plan en H est, dans son ensemble, celui que présente Germain Boffrand en 1745 dans son Livre d’architecture. Il restera toutefois inachevé puisque l’aile qui devait longer la Vezouze au nord n’a jamais été construite. Faut-il évoquer les difficultés financières du duc Léopold dans cette interruption prématurée de la construction ? Il est évident que Germain Boffrand ait souhaité voir son projet achevé : c’est en effet dans sa totalité qu’il le présente une vingtaine d’années après la fin des travaux dans son Livre d’architecture où il explique du reste que « l’aile gauche du côté de la rivière n’est pas faite et étoit destinnée aux logements des Princes Étrangers ».
Outre la contrainte financière, l’architecte doit vaincre les obstacles naturels. Le terrain offre une dénivellation importante d’est en ouest, tout en dominant la rivière du côté nord, où le sol est très marécageux. De plus, l’emplacement de l’ancien château était trop limité pour une construction d’une telle ampleur, d’où l’obligation d’acheter et de démolir des maisons, notamment pour la réalisation du parc.
Celui-ci et les jardins prolongeant à l’est une terrasse sont appelés les « Bosquets » dès le début des travaux. À partir de 1710, ils prennent une extension considérable et sont aménagés par Yves des Hours, un disciple de Le Nôtre. À partir de 1724, Louis de Nesle complète l’œuvre d’Yves des Hours. Pour aménager tout cet espace, il a fallu combler les anciens fossés, canaliser la rivière et raser plusieurs constructions. On fait appel à l’ingénieur Didier Lalance pour les « jets d’eau et cascades », et à Philippe Vayringe qui réalise en 1732 une « machine à élever les eaux de la Vezouze et les conduire dans les jardins ». De nombreux artistes tels que Barthélemy Guibal (entre autres) agrémentent les parterres de sculptures.

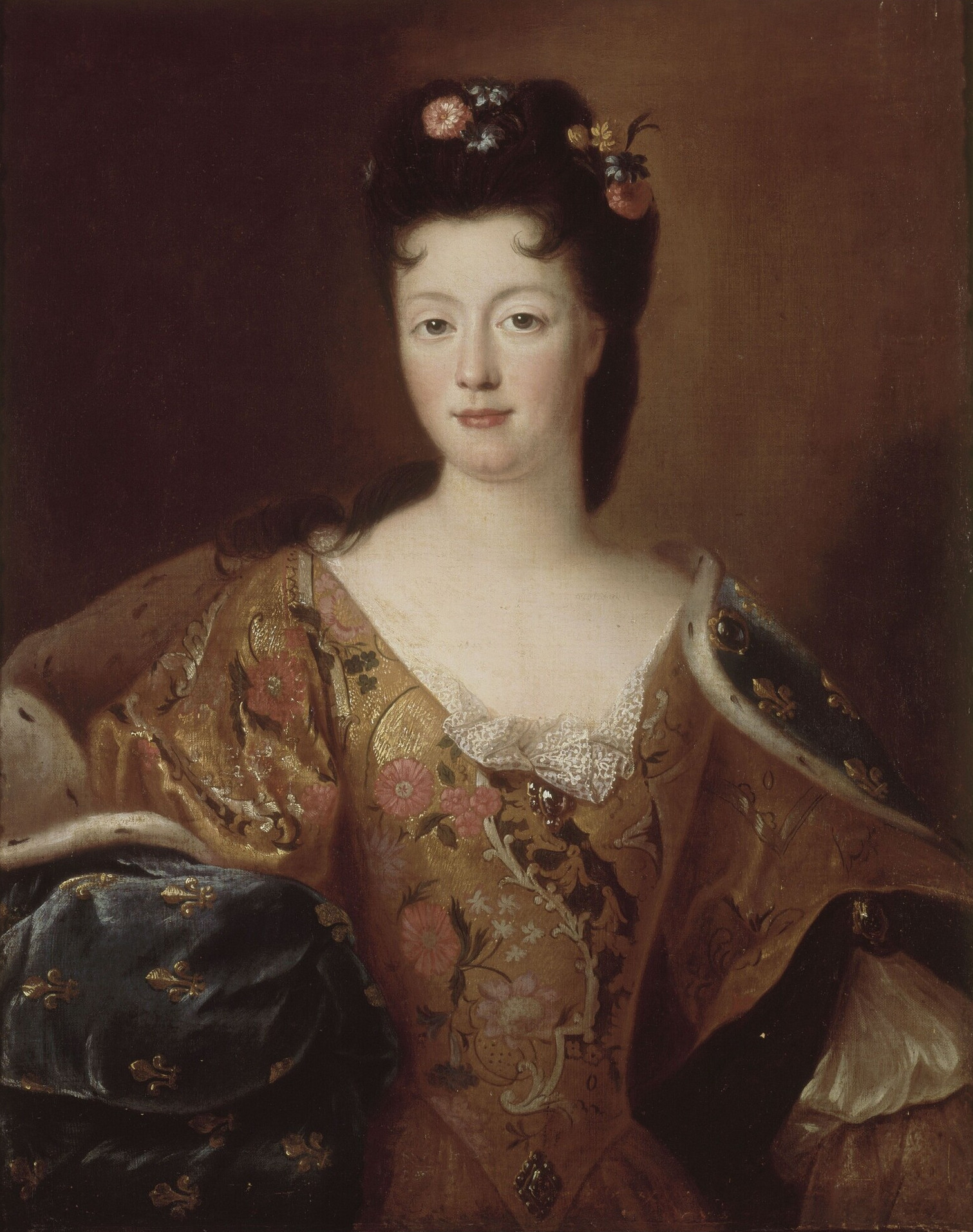
La régente Élisabeth-Charlotte d'Orléans.

Le 27 mars 1729, la mort de Léopold a pour conséquence l’arrêt de tous les travaux. L’héritier de la couronne ducale, François-Étienne, que son père avait envoyé terminer son éducation en Autriche, laisse la régence de ses États à sa mère, Élisabeth-Charlotte d'Orléans.
La duchesse vit au château, entourée de ses deux filles et de son troisième fils, le prince Charles-Alexandre. C’est elle qui fait construire en 1733 la « salle de comédie », dans le prolongement des appartements ducaux, au sud-est du château. Elle y fait transporter à partir de 1735 une partie des décors de l’Opéra de Nancy réalisés par l’architecte italien Antoine Bibiena. Avant la construction de ce premier théâtre, les représentations théâtrales, qui étaient l’une des distractions favorites de la cour, avaient lieu sur une scène démontable installée dans les jardins.
La fin de la guerre de Succession de Pologne oblige la duchesse régente Élisabeth-Charlotte d'Orléans à quitter à son tour Lunéville pour se retirer à Commercy(6 mars 1737). Son départ, qui symbolise la future cession de la Lorraine à la France et la disparition de l’ancienne dynastie, donne lieu à de véritables scènes d’hystérie de la part d'une foule désespérée et désireuse de montrer son attachement à la famille ducale.

### Architecture de fête d’un roi bâtisseur
Le 3 avril suivant, Stanislas Leszczyński arrive à Lunéville. Beau-père du roi de France Louis XV, ce roi de Pologne en exil, détrôné deux fois, reçoit, par le traité de Vienne (1738), le duché de Lorraine et le duché de Bar qui doivent à sa mort entrer dans le domaine royal français. Il ne sera en réalité qu’un duc nominal, pour ne pas dire un souverain fantoche, ayant renoncé à tout pouvoir effectif au profit du chancelier Antoine-Martin Chaumont de La Galaizière qui prépare sans ménagement les duchés à la perte totale de leur indépendance. À défaut de pouvoir politique, Stanislas se contente de mener une vie princière au milieu d’une cour importante. Il ne garde en effet une grande liberté que dans le domaine intellectuel et artistique, et place ainsi Lunéville parmi les plus brillantes cours européennes du XVIIIe siècle.

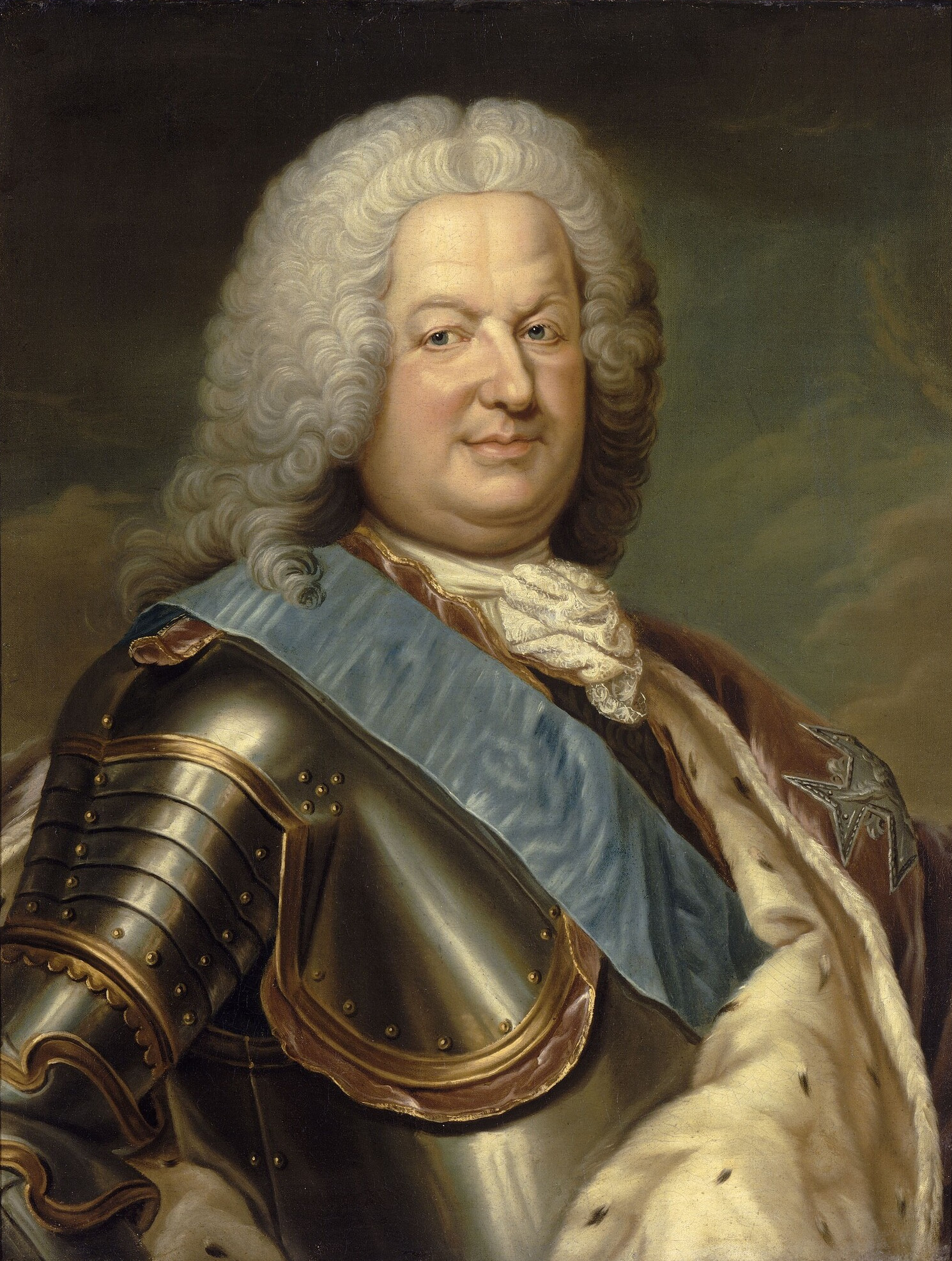
Stanislas Ier Leszczyński.

En arrivant à Lunéville, Stanislas trouve un château en parfait état, tout à fait adapté à une vie princière. Il ne lui reste qu’à mettre à son goût l’aménagement et la décoration intérieurs qui ont été démontés sur l’ordre de François III. L’architecture du château ne subit donc aucune modification. Cependant, la distribution des appartements ducaux ne correspondant pas aux impératifs du cérémonial de l'ex-roi polonais, le nouveau "souverain" fait modifier l’agencement des pièces, qu’il remeuble et décore avec de nombreux objets, tapisseries et tableaux.
Les travaux les plus importants ont lieu dans le parc. Si Stanislas conserve le plan général des « Bosquets », il augmente leur superficie. Au sud, il crée de nouveaux parterres le long des maisons de la rue d’Allemagne, dans le prolongement de ses appartements et de ceux de son épouse. Au nord, il achète en 1738 et 1739 les terrains marécageux au bord de la Vezouze qu’il fait assainir et aménager en « Nouveaux Bosquets ». Puis il y fait élever des constructions tout à fait originales, dans la tradition des jardins orientaux agrémentés de nombreux pavillons et fabriques.

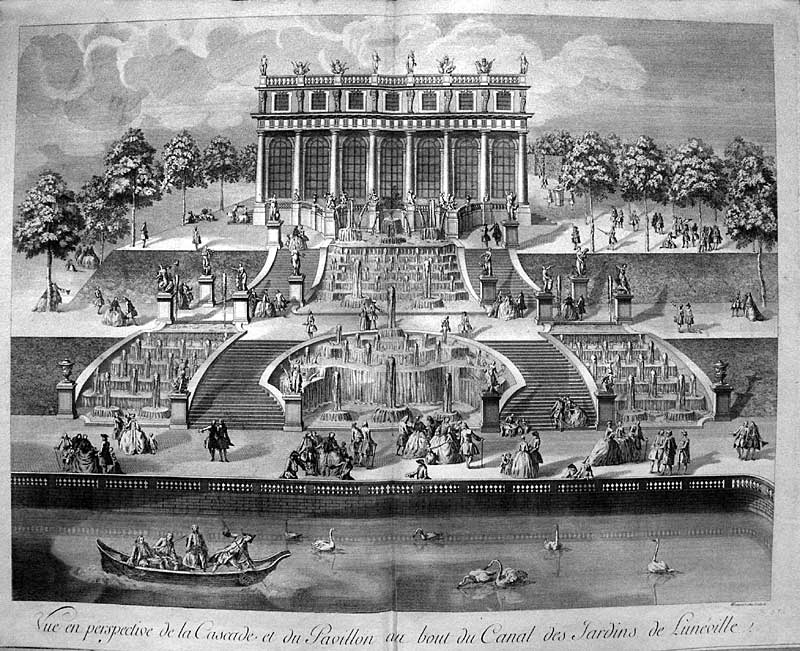
Gravure du XVIIIe siècle représentant le pavillon de la Cascade.

Pour réaliser ses projets, Stanislas fait appel à l’architecte Emmanuel Héré. Né en 1705, formé très jeune sur le chantier de Lunéville où son père travaille en qualité de « commis des travaux », il entre à l’agence de Germain Boffrand et devient à l’âge de 32 ans « premier architecte » de Stanislas. Homme de cour, Emmanuel Héré sait répondre aux exigences (voire s’accommoder des caprices) de Stanislas. Connu aujourd’hui dans le monde entier pour avoir créé la célèbre place Royale de Nancy, c’est à Lunéville qu’il développe le mieux son génie d’invention architecturale en élevant dans le parc un ensemble remarquable de fabriques, notamment « la Pêcherie » (à l’extrémité du « Grand Canal ») ou encore « le Pavillon de la Cascade », élevé en 1743 au-dessus de chutes d’eau disposées de façon savante sur trois niveaux. Toutefois, la réalisation la plus extraordinaire est celle du « Rocher » qui transforme en 1742 le soubassement de la terrasse du château du côté nord. Sur 250 mètres environ, le long du « Grand Canal », pierres et blocs de grès sont disposés au pied de la terrasse et forment un ensemble artificiel de collines et de grottes traversées de sentiers et de ruisseaux. Sur ce fond rocheux, l’horloger François Richard installe quatre-vingt-huit automates grandeur nature, qui s’animent grâce à des systèmes hydrauliques ingénieux. Le thème général est une pastorale, où sont représentées de nombreuses scènes paysannes et bucoliques. Symbole des fantaisies du roi Stanislas, ce théâtre d’automates qui émerveille les visiteurs prestigieux tels Voltaire, Montesquieu ou Helvétius, met en scène un monde utopique, tel que l’imaginent certains philosophes du siècle des Lumières auxquels Stanislas peut être rattaché.
Entre le « Grand canal » et la « Pagode », bassin parallèle à la rivière, Emmanuel Héré construit, à la demande de Stanislas, un ensemble de huit maisonnettes identiques nommées les « Chartreuses ». Le roi les distribue à ses favoris, qui y cultivent leur jardin durant une saison. Intimement liées à la vie de la cour, ces constructions reflètent la vie du souverain. Quant au jardinage, c’est une manifestation précoce de l’esprit romantique du « retour à la nature », bien que cette composition ne soit pas nouvelle : on le trouve déjà vers 1680 à Marly, où Jules Hardouin-Mansart avait construit douze petits pavillons que Louis XIV destinait à ses invités.
Les fabriques de Lunéville les plus remarquables sont le « Kiosque » et le « Trèfle ». Bâtis entre 1738 et 1740, leur forme exotique, faisant appel à des éléments chinois et turcs, est une nouveauté dans l’architecture française du milieu du XVIIIe siècle. Ici Emmanuel Héré est un des premiers maîtres-d’œuvre de ces formes originales, après l’exemple précoce donné en 1670 par Louis Le Vau à Versailles, au Trianon de porcelaine. De façon plus générale, les créations d’Emmanuel Héré intégrées dans le parc du château marquent une étape dans l’art des jardins, qui voit apparaître et se multiplier les fabriques dans la seconde moitié du XVIIIe siècle. Fréquents en Angleterre comme dans la plupart des pays d’outre-Rhin, ces bâtiments sont pour la plupart proches de ce type de « fantaisies architecturales » nées à Lunéville vers 1740. (Pour preuve, Stanislas Leszczyński a introduit le mot « kiosque » dans la langue française).
Le château de Lunéville connaît ses heures les plus fastes. Les plus grands philosophes du siècle des Lumières se pressent à la cour du roi Stanislas. Lunéville devint un des principaux centres intellectuels d'Europe, au même titre que le palais de Sanssouci, où l'on trouve d'ailleurs une réplique (à échelle réduite) du fameux « Trèfle » de Lunéville. Selon des témoignages contemporains, « cette cour de Lunéville [...] brillait d'un si vif éclat qu'elle semblait un reflet de la cour de Versailles ». Après la mort de la reine (1747), la marquise de Boufflers, maîtresse en titre du roi, y joua un grand rôle: « fort jolie femme, plus galante encore et, s'il est possible, encore plus incrédule [...], elle y faisait les honneurs au nom du roi ».

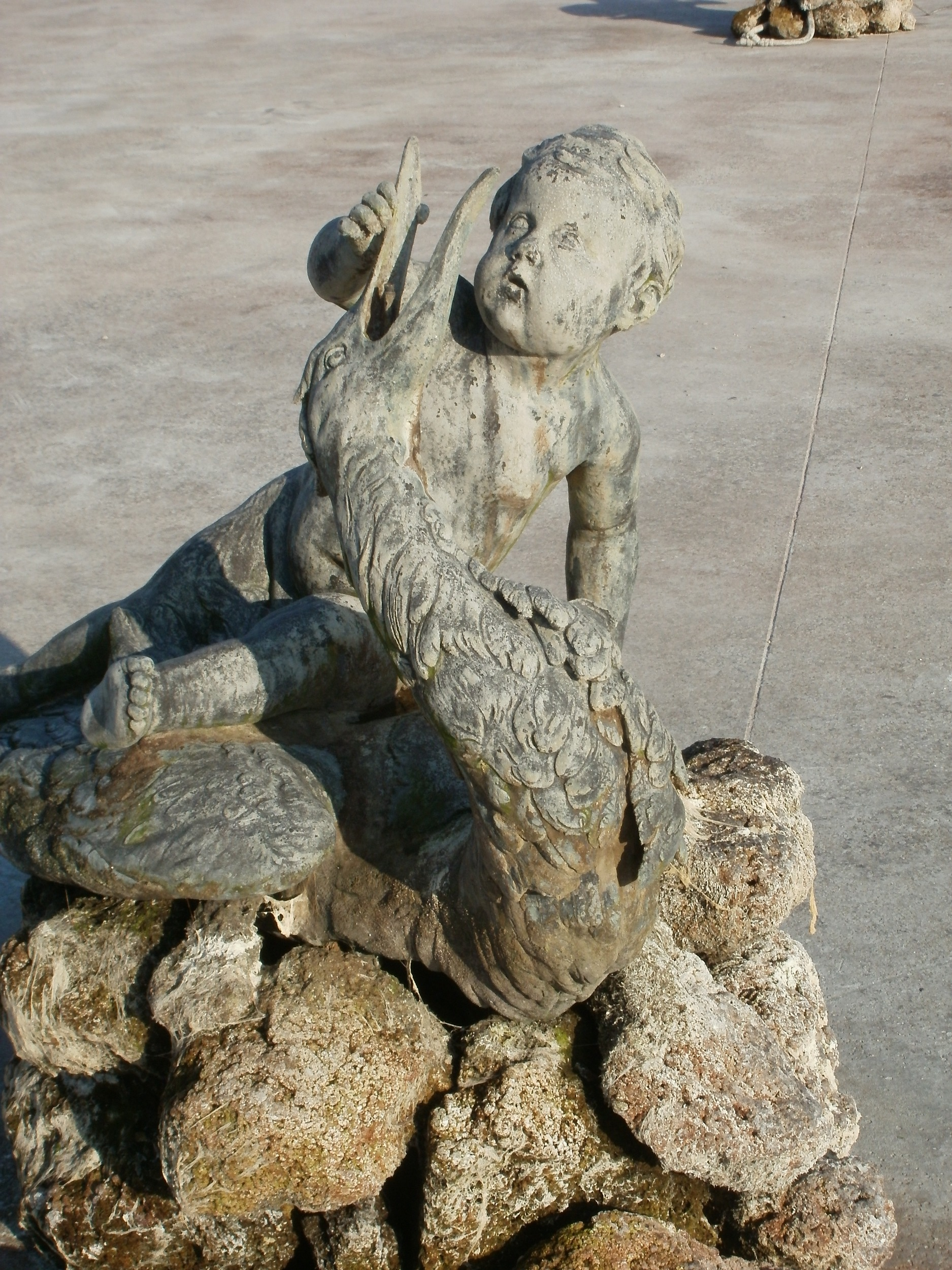
Amour chevauchant un cygne par Barthélémy Guibal, château de Schwetzingen.

Le 23 février 1766, Stanislas meurt. Louis XV ne voulant pas assumer les frais coûteux de l'héritage d'un beau-père qu'il méprisait, Lunéville perd son statut et son prestige.
La cour n’a plus de raison d’être, l’important personnel constituant la « Maison civile » et la « Maison militaire » du souverain est tout simplement remercié. La vie du château s’arrête.
Il ne reste plus que les murs. Le somptueux mobilier est dispersé et vendu. Le parc est mutilé par manque d’entretien et par disparition du décor. La plupart des statues sont vendues à l'encan. Certains groupes de plomb sont achetés pour le compte de l’électeur palatin Charles Théodore de Bavière pour son château de Schwetzingen, où ils sont toujours visibles. Les fabriques sont cédées à des particuliers, puis tombent en ruine. Nonobstant, à la différence des autres demeures de Stanislas, Lunéville n'est pas détruit.

### L’occupation par l’armée durant leXIXesiècle
Quelques mois après la mort de Stanislas, le château est transformé en caserne. Louis XV y envoie une garnison de la Gendarmerie de France. Celle-ci forme un corps d’élite composé de dix compagnies, totalisant près d’un millier d’hommes. Reconnaissables à  leur vêtement de drap écarlate, ils sont surnommés les « Gendarmes rouges ». Un premier détachement arrive à Lunéville dès le 13 novembre 1766 et s’installe au château. Vingt ans plus tard, la Gendarmerie de France est dissoute. Elle est remplacée à Lunéville par deux régiments de « carabiniers de Monsieur », qui disparaissent à leur tour à la Révolution.
Le château est alors totalement désaffecté. La chapelle est transformée en magasin à fourrages, avant de servir de salle de réunions aux révolutionnaires locaux. Ce qui reste du mobilier et des boiseries du château, des statues du parc et des automates du « Rocher » est vendu comme bien national.
Installé en 1800, le télégraphe Chappe fonctionne entre septembre 1800 et février 1801 pour communiquer avec Paris afin de discuter des conditions du récent traité de Campo-Formio. La ligne cesse d’être utilisée après l’accord de paix obtenu avec le traité de Lunéville le 9 février.

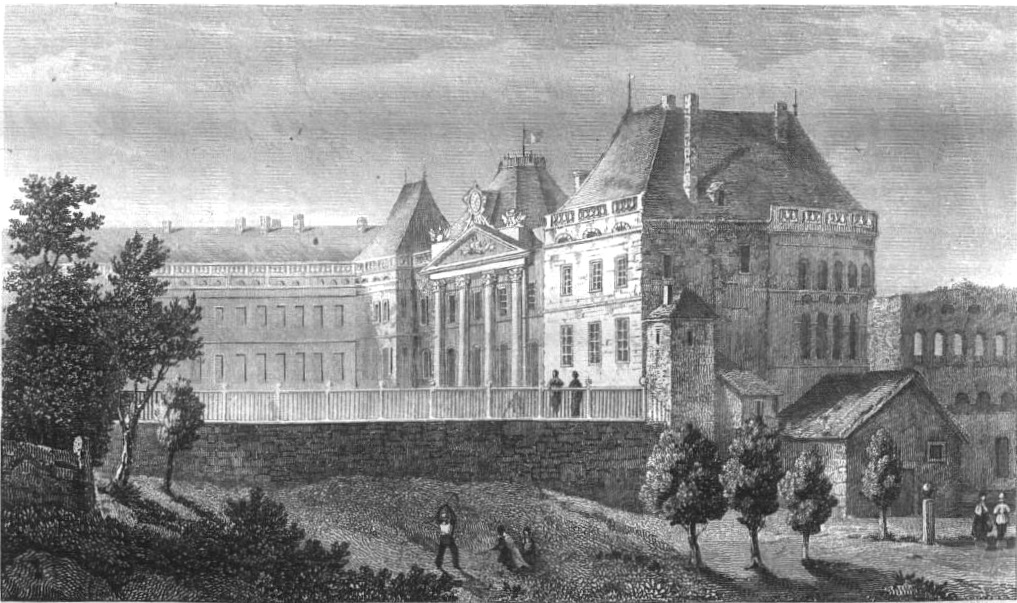
Gravure du château en 1838.

Sous la Restauration, le château retrouve une fonction militaire, qu’il conservera de façon partielle jusqu’à nos jours. En reconnaissance de sa fidélité à la royauté, Louis XVIII donne en 1816 au prince de Hohenlohe la jouissance du château. Ce dernier y crée en 1824 un centre de cavalerie militaire qui sert d’école aux officiers. Il devient par ailleurs gouverneur du camp. Une large place y est réservée aux distractions, apportant une animation nouvelle dans la cité. Fêtes hippiques, bals et réception ressuscitent au château la vie brillante du XVIIIe siècle. En 1852 s’installe toute une nouvelle division de cavalerie. Les officiers sont logés dans les anciens appartements ducaux donnant sur le jardin. Des écuries sont construites sur le côté nord, dans la cour dite « du Rocher ». Malgré les contraintes de la vie militaire, la présence de l’armée durant tout le XIXe siècle permet la sauvegarde et l’entretien de l’édifice. De grands travaux de restauration ont lieu à la suite de deux incendies : le premier en 1814 détruit une partie de l’aile nord, le second en 1849 provoque d’importants dégâts côté sud.

### Les restaurations de «l’après-Mérimée»
En 1861, le ministre de la Guerre de l’époque (Jacques Louis Randon) sollicite auprès de la Commission des Monuments Historiques le classement de l’édifice. C’est un refus catégorique, l’intérêt du service se limitant alors à l’architecture médiévale. Prosper Mérimée dresse un rapport sévère et méprisant : il estime que le château « ne mérite pas d’être classé parmi les Monuments historiques ; c’est […] un grand bâtiment d’un style assez barbare, même pour l’époque de décadence à laquelle il a été construit ».
Une cinquantaine d’années plus tard, les jugements ont évolué. En 1901, on commence par classer la chapelle.  Le reste du château le sera de façon partielle en 1929. Dès lors, les travaux de restauration se poursuivent, ne connaissant d’interruption que durant la Seconde Guerre mondiale. La chapelle est restaurée de 1902 à 1904. Les années 1938 et 1939 voient la réfection des couvertures et balustrades du corps principal et de la partie nord.
À partir de 1945 environ, services administratifs, musée municipal, mess, appartements et bureaux militaires occupent l’édifice. Le parc, remis en état à partir de 1945, reste aujourd’hui un lieu de promenade et de détente apprécié de tous.
En 1995, le maire de Lunéville Michel Closse impulse un processus de restauration du château qui conduit la ville de Lunéville à céder ce dernier, en 2000, au conseil général de Meurthe-et-Moselle. Cette cession évitera ultérieurement à la commune de se retrouver seule face aux conséquences financières de l'incendie de janvier 2003.
En 2017, le conseil départemental de Meurthe-et-Moselle rachète la dernière partie du château, l’aile sur jardin, au ministère de la Défense.

## Les incendies au château

### Sept premiers incendies
Plusieurs incendies ont causé des dégâts. Au total sept incendies majeurs se sont déclarés avant celui de janvier 2003 :
- 1er incendie, le 3 janvier 1719, dans l'aile droite du château. Sept morts sont à déplorer.
- 2e incendie, en 1739, qui s'est déclaré dans l’aile de l’avant-cour au 1er étage.
- 3e incendie, en 1759, qui a commencé au même endroit qu'en 1739.
- 4e incendie, en 1789. Classé incendie mineur, mais qui aurait pu avoir de lourdes conséquences, s'est déclaré dans les cuisines situées en sous-sol et s'est propagé jusqu'au grand escalier. Il a été stoppé, car cet endroit était construit en pierre et non en bois.
- 5e incendie, le 1er janvier 1814. Il détruit la petite aile nord de la cour du château.
- 6e incendie, le 23 novembre 1849. Le sinistre éclate à 6 heures du matin au même endroit qu’en 1719, au premier étage du pavillon regardant la terrasse. Le feu éclate dans l’appartement de l’aide de camp du général et se propage dans les combles, menaçant le donjon et la chapelle. Les pompiers arrivent à le neutraliser en faisant des pare-feux et en coupant les bâtiments et les charpentes au niveau du corps central et au niveau des petites ailes donnant sur la place du théâtre. Le feu a ainsi été circonscrit au pavillon qui est resté isolé. À l’époque, les gens formaient une chaîne avec des seaux en bois depuis le canal, et il a fallu 24 heures pour maîtriser l'incendie[7]. Les chutes de poutres et de cheminées ont causé beaucoup d’accidents, dont deux graves : deux militaires, dont l’un a été amputé d’un pied et l’autre de deux doigts.
- 7e incendie, le 19 mars 1961. Il  ravage la toiture de l’aile gauche du château. Entre 300 et 500 m2 de toiture et de charpente partent en fumée.

### L'incendie dejanvier 2003
Dans la nuit du 2 au 3 janvier 2003, un incendie ravage les deux tiers des appartements princiers appartenant au ministère de la Défense, un tiers des bâtiments du conseil général de Meurthe-et-Moselle, toute la toiture de l'aile sud-est et la chapelle royale. Les toits, en s'effondrant, provoquent l'éboulement d'importants éléments de maçonnerie.
Des mesures de première urgence ont été prises dès 2003 pour assurer la sécurité des visiteurs, pour un coût de 3 millions d'euros. Une étude de la restauration du château a débuté en 2004, sous le patronage de l'architecte en chef des monuments historiques.
Les travaux sont financés par le ministère de la Défense et le conseil général de Meurthe-et-Moselle (avec l'aide de subventions, des assurances et de crédits européens).
L'émotion suscitée par cet incendie s'est transformée en un vaste mouvement de mobilisation porté par une association : Lunéville, château des Lumières dont le président était le maire de la ville, Michel Closse, et le président d'honneur Otto de Habsbourg-Lorraine, descendant direct et héritier du duc Léopold Ier de Lorraine qui fit construire le château en 1703. L'association comptabilisera plus d'un million d'euros de dons, 3 500 donateurs et près de 800 adhérents. Les fonds récoltés sont confiés à la Fondation du Patrimoine. Plusieurs publications et éditions, ainsi qu'un site Internet permettent de suivre l'évolution du chantier.
Le coût total estimé de ces travaux (reconstruction et restauration) est de plus de 100 millions d'euros, réparti à 60 % pour l'État propriétaire et 40 % à la charge du département. Au total, le département, qui a reçu un chèque de plus de 26 millions d'euros de son assureur, investira sur la période 2007 - 2013, 36 millions d'euros. 14 millions supplémentaires sont prévus pour la période 2013-2016.

### Restauration du château (2005-2035)
Liste chronologique des travaux :
- 2 avril 2005 : le conseil général de Meurthe-et-Moselle et le ministère de la Défense, copropriétaires de la partie incendiée, officialisent le lancement des travaux de reconstruction et de restauration du château. Le pilotage de l'opération est assuré par chaque maître d'ouvrage (Service d'Infrastructure de la Défense - Établissement du Génie de Nancy pour la défense et Direction du Développement pour le conseil général). La maîtrise d'œuvre est assurée par Pierre-Yves Caillault, architecte en chef des monuments historiques.
- 21 octobre 2006 : inauguration de la restauration du vestibule, passage majestueux entre la cour et les jardins.
- 2 avril 2007 : lancement des travaux de restauration des toitures et des façades pour une durée de 48 mois.
- 16 septembre 2009 : diffusion de l'émission Des racines et des ailes qui a consacré un reportage sur le chantier de restauration du château ainsi que les différents corps de métiers impliqués dans cet impressionnant chantier qui est à l'époque le plus grand chantier patrimonial en Europe. Les échafaudages de l'aile ducale disparaissent pour laisser la place aux façades restaurées.
- 16 septembre 2010 : réception, lors des journées du patrimoine, des travaux de restauration de la chapelle, de l’escalier d’honneur sud, de la salle des gardes, de la salle de la livrée et des salles voûtées du sous-sol. La manifestation rend un hommage appuyé aux compagnons et ouvriers qui ont œuvré sur ce chantier exceptionnel.

En 2020, le conseil départemental, désormais propriétaire de l'intégralité du site, annonce la rénovation prochaine du corps central et de la salle des trophées, tandis qu’il faudra attendre 2030 pour les bâtiments restants. Le journal spécialisé La Tribune de l'art note en septembre 2021 que de nombreux travaux sont encore nécessaires.

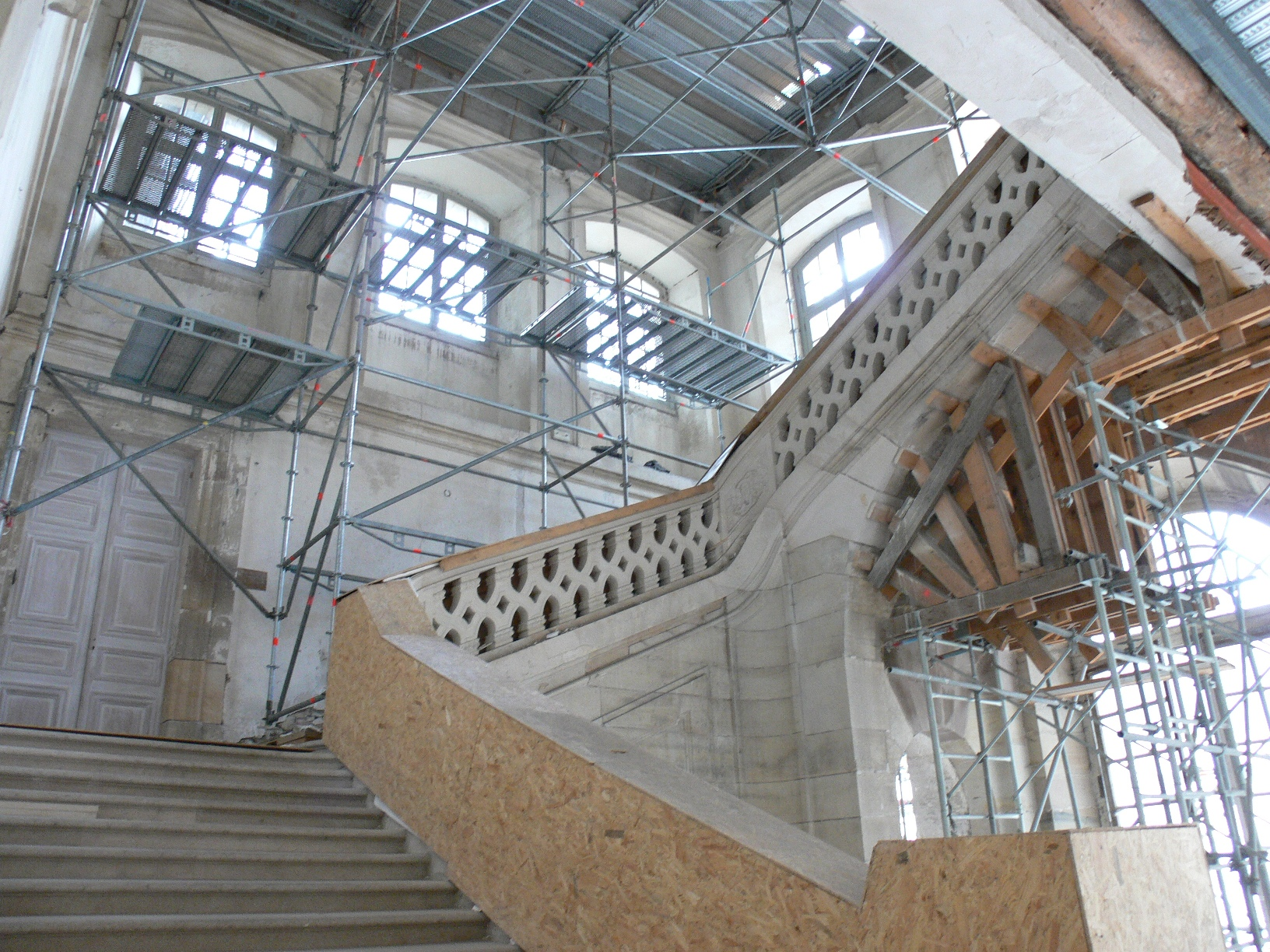
Escalier sud en cours de restauration (état 2008).
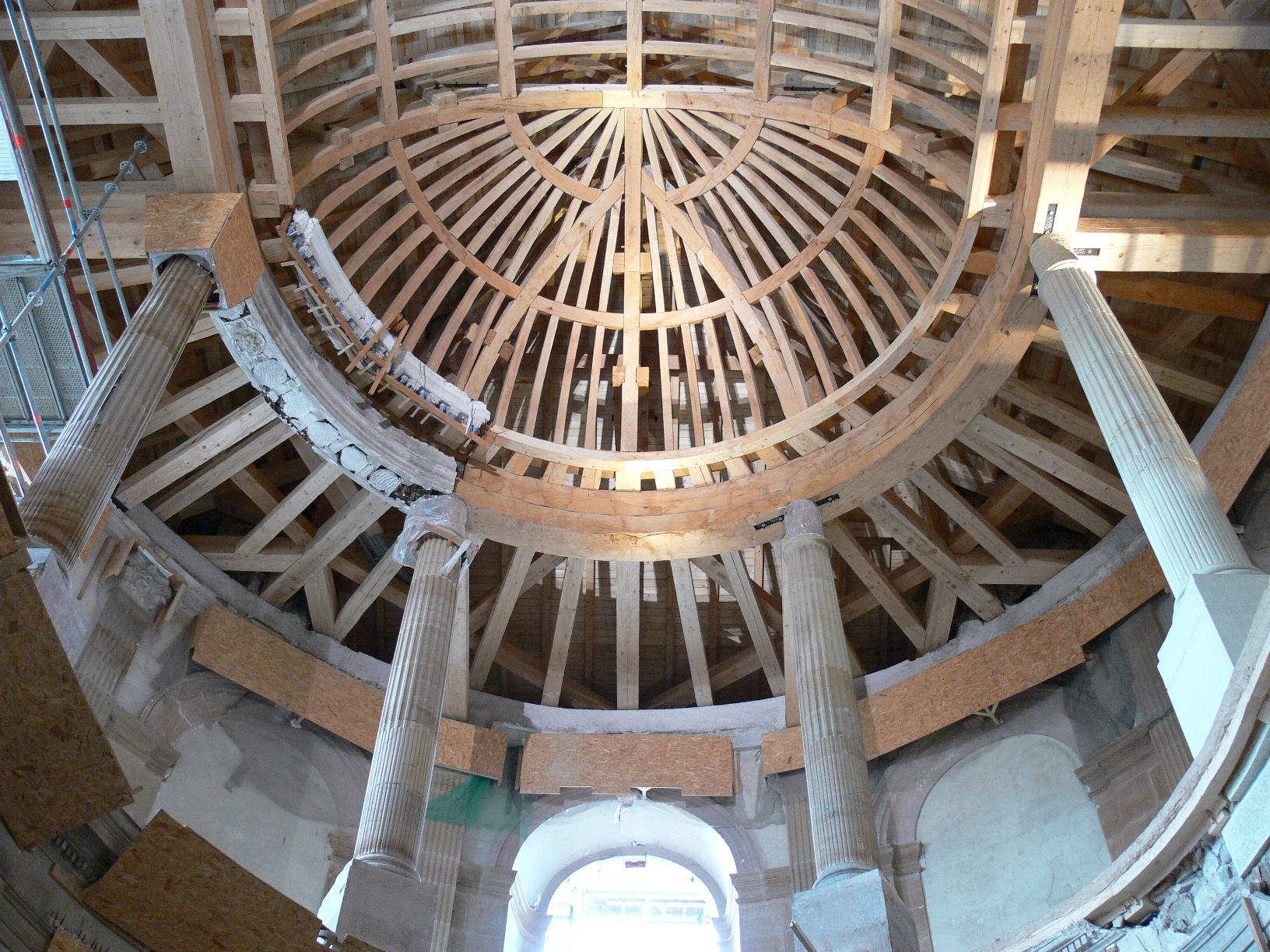
Charpente de la chapelle (2008).
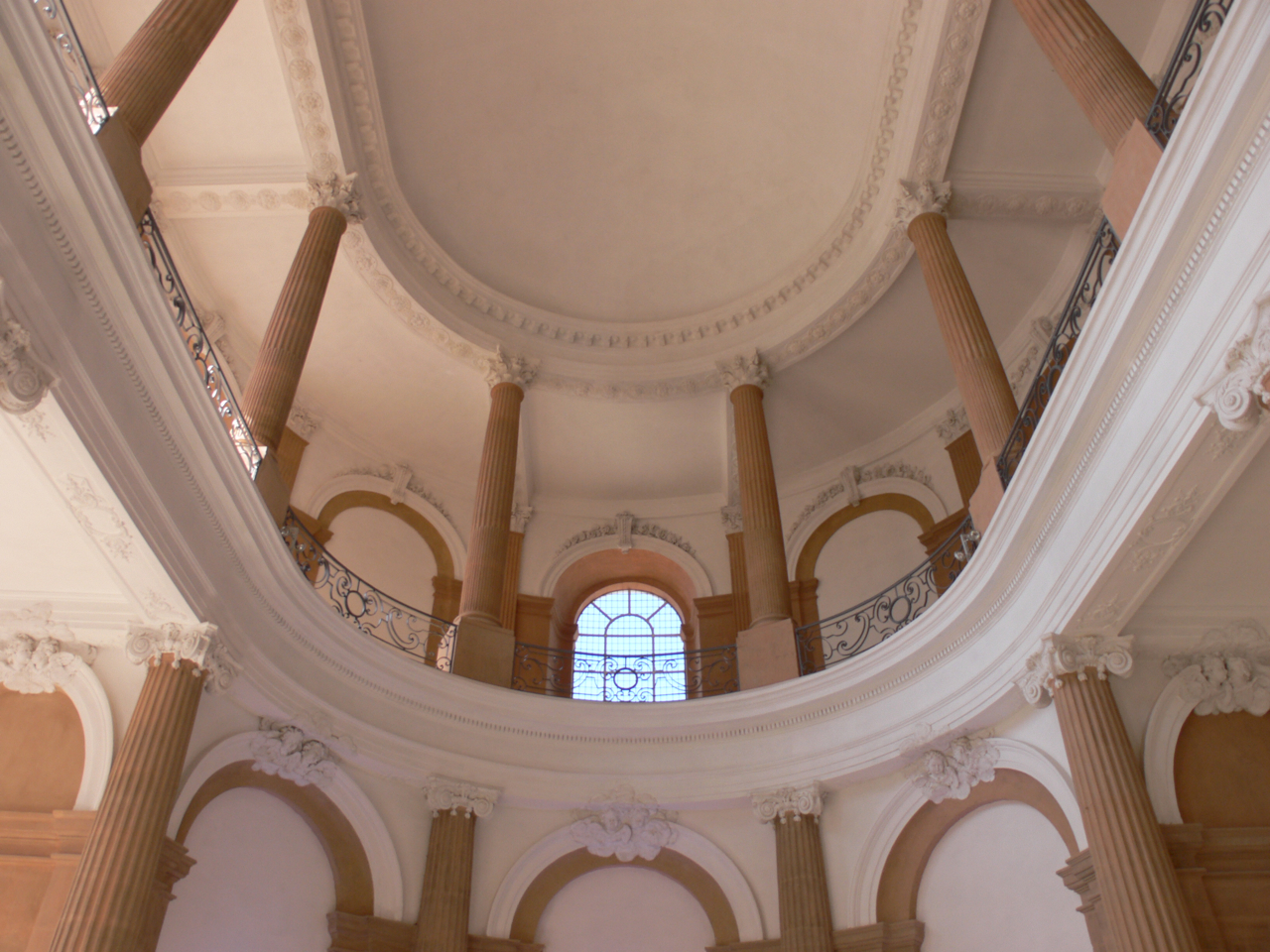
Chapelle restaurée (2010).
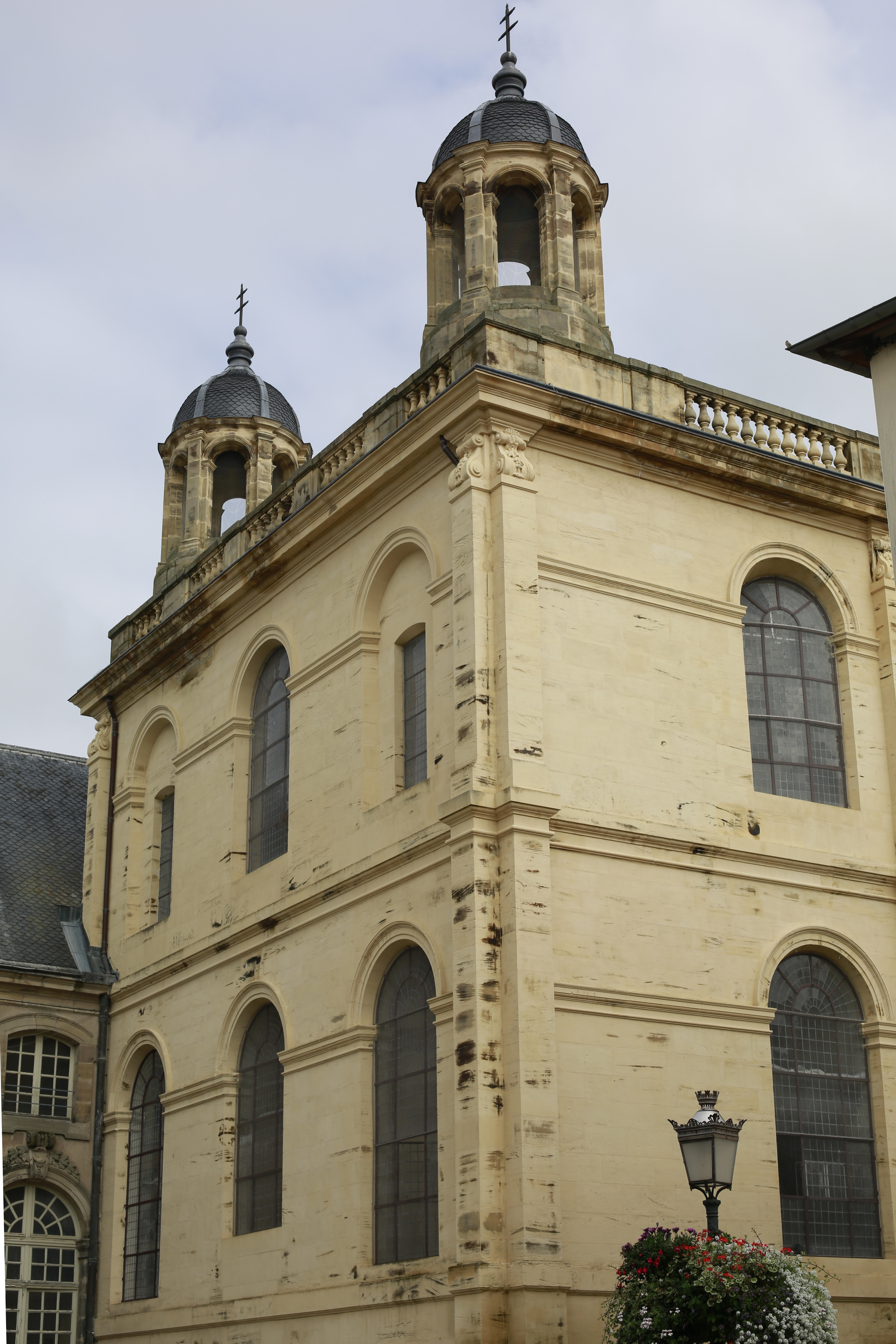
Extérieur de la chapelle (2013).

## Les intérieurs du château
Les parties restaurées sont ouvertes à la visite.

### Salle des gardes
La première salle des appartements princiers est occupée par les gardes chargés de la sécurité, comme dans toutes les résidences princières, qui autorisaient ou non les courtisans de la cour à passer dans la salle de la livrée pour une audience auprès du duc.
Accessible par le corps central du château (vestibule), la salle des gardes constitue aujourd’hui l'accueil principal du château et permet d'accéder à la chapelle. On y trouve des informations sur le château et sa programmation, la billetterie des spectacles et des événements, la location d'audioguides, l'accueil et les renseignements touristiques ainsi qu'une boutique.

### Salle de la Livrée
Première antichambre qui servait à la cour de salle d'attente avant d'entrer dans les appartements du duc de Lorraine. Grâce à ses dimensions, la salle pouvait également servir aux bals et banquets de la cour de Lorraine. Elle tient son nom de la livrée qui était l'uniforme porté par les domestiques.

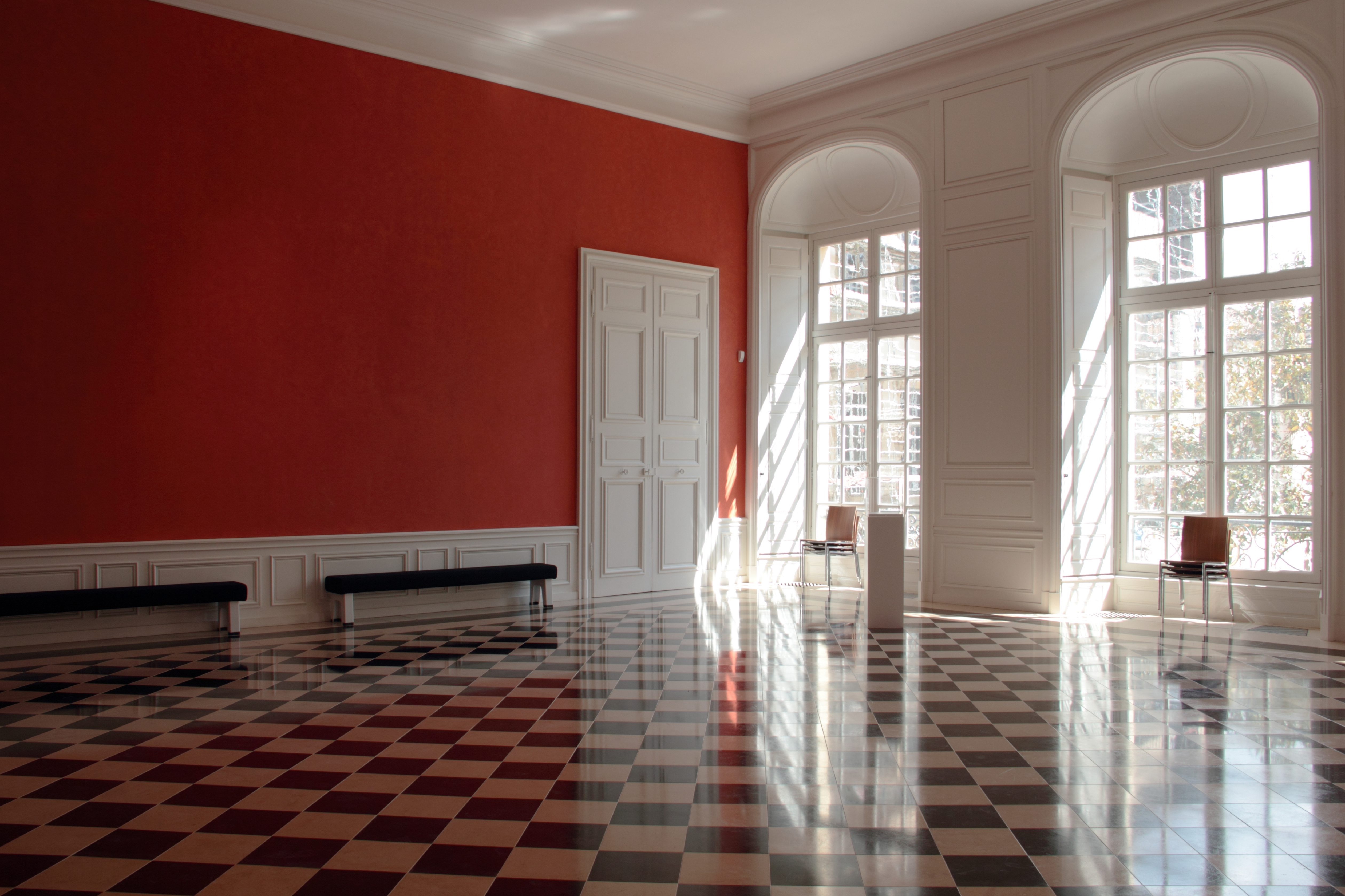
Salle de la Livrée (porte donnant vers les appartements privés du duc).
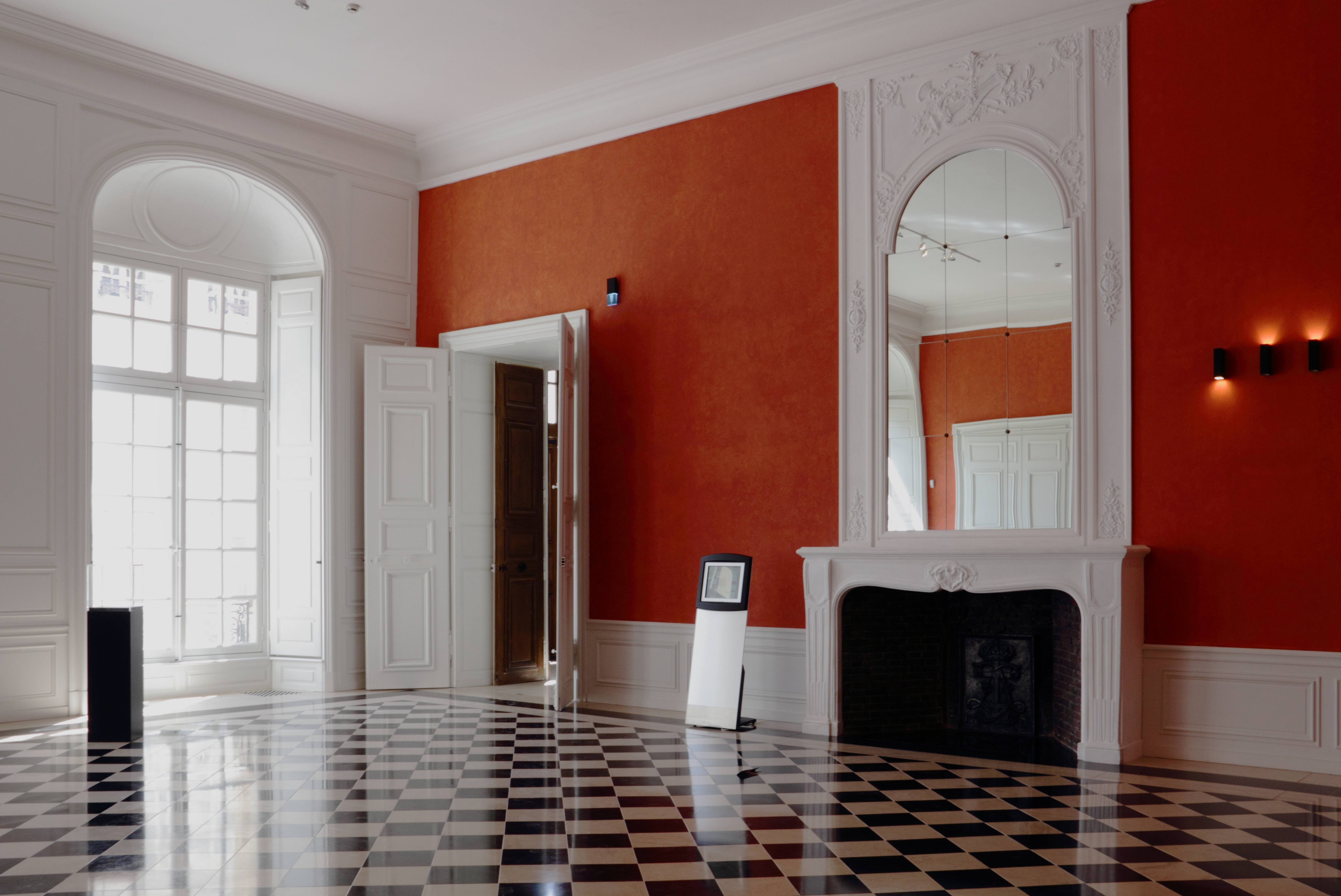
Salle de la Livrée (porte menant à la chapelle).

### Grand Salon
Le grand salon du château de Lunéville est orné de quatre grands trophées en dessus-de-porte par François Dumont, premier sculpteur du duc Léopold, à l'été 1721.

### Chapelle palatine
Elle est réalisée entre 1720 et 1723, d'après des plans de l'architecte Germain Boffrand. Depuis 1698, elle est la septième chapelle du château utilisée par le duc Léopold Ier. Elle se caractérise par la richesse de sa décoration, l'harmonie des proportions, et la présence d'une tribune qui en fait une chapelle palatine. Les groupes d'angelots en plâtre aux clefs des arcades sont l’œuvre de Barthélemy Guibal, sur des modèles de François Dumont, premier sculpteur du duc Léopold. 
Au XIXe siècle, l'Armée utilise le château comme bâtiment administratif. Afin de rendre à la chapelle son usage premier et de pouvoir y célébrer l'Office Divin, l'administration militaire y installe un Autel surmonté d'un tableau de Jules Joly livré en 1861. Ce tableau représente l'Immaculée Conception, d'après l'œuvre de Bartolomé Esteban Murillo : L'Immaculée Conception des Vénérables ou « de Soult » (Jean-de-Dieu Soult l'ayant subtilisé à l'Espagne durant la Guerre d'indépendance espagnole).
Désacralisé en 1907, l'ex-édifice religieux a pour vocation d'accueillir une programmation musique et voix de grande qualité(répertoire baroque, classique, contemporain) ainsi que des conférences et événements.

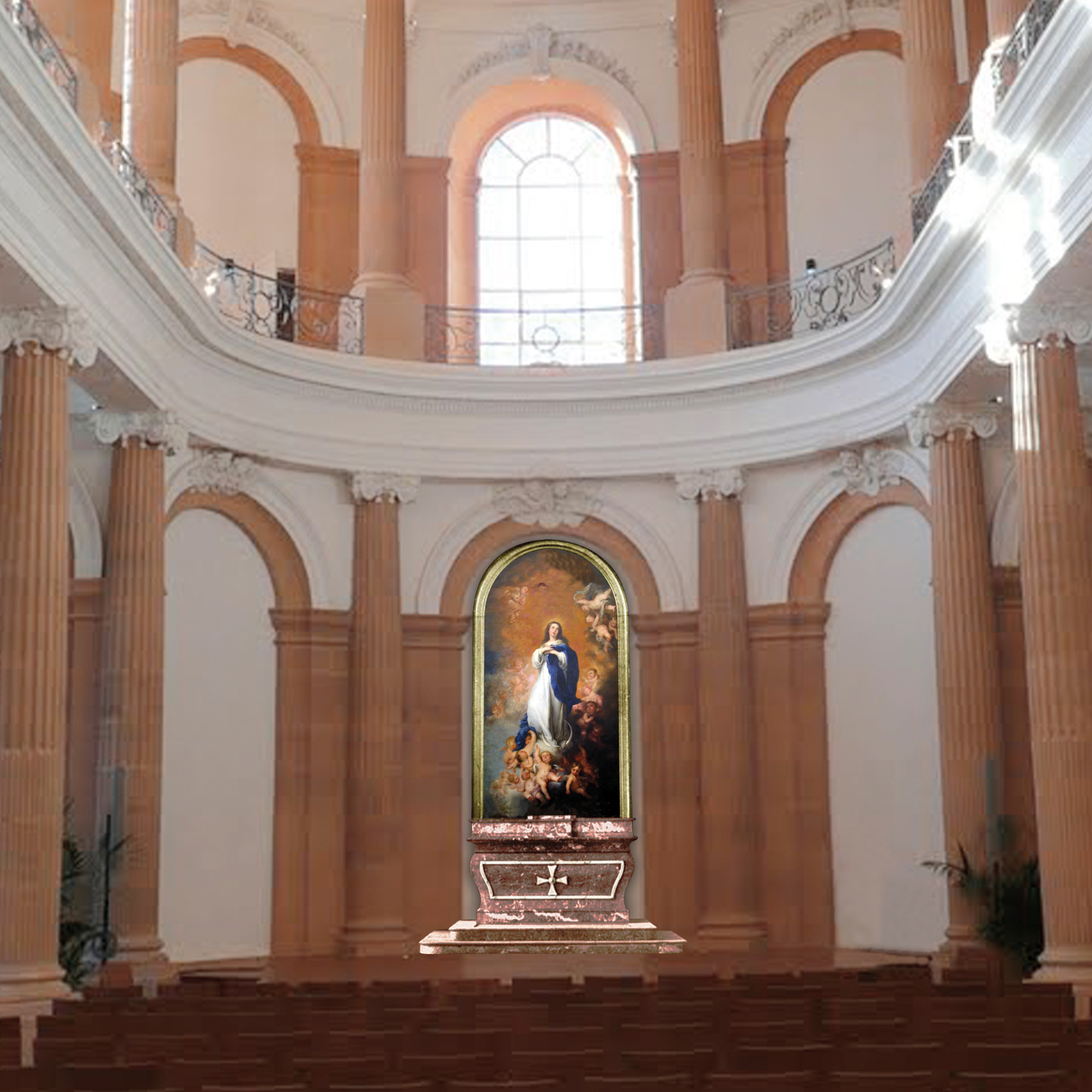
Chapelle.

### L'escalier d'honneur Sud
Il permettait d'accéder aux appartements de l'étage qui accueillait les enfants du duc Léopold Ier puis les favoris de Stanislas Leszczynski, le duc et la duchesse Ossolinski. La rampe de l'escalier porte le monogramme du duc Léopold Ier, le double L, et ses motifs d'entrelacs rappellent ceux de l'escalier du château de Maisons-Laffitte en Île-de-France. Actuellement il permet d'accéder au vestibule qui donne accès aux tribunes de la chapelle.

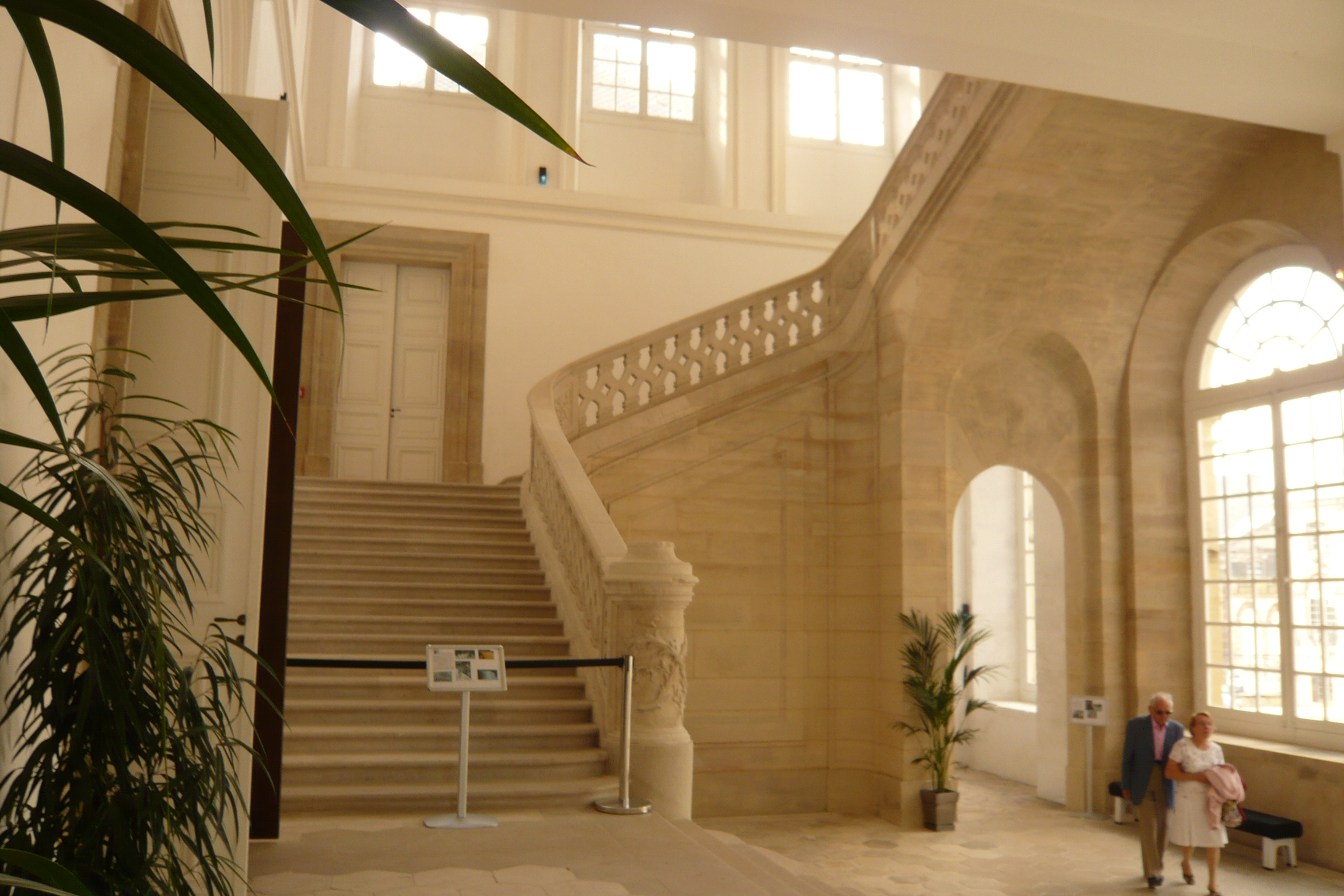
Escalier d'honneur Sud (vue générale).
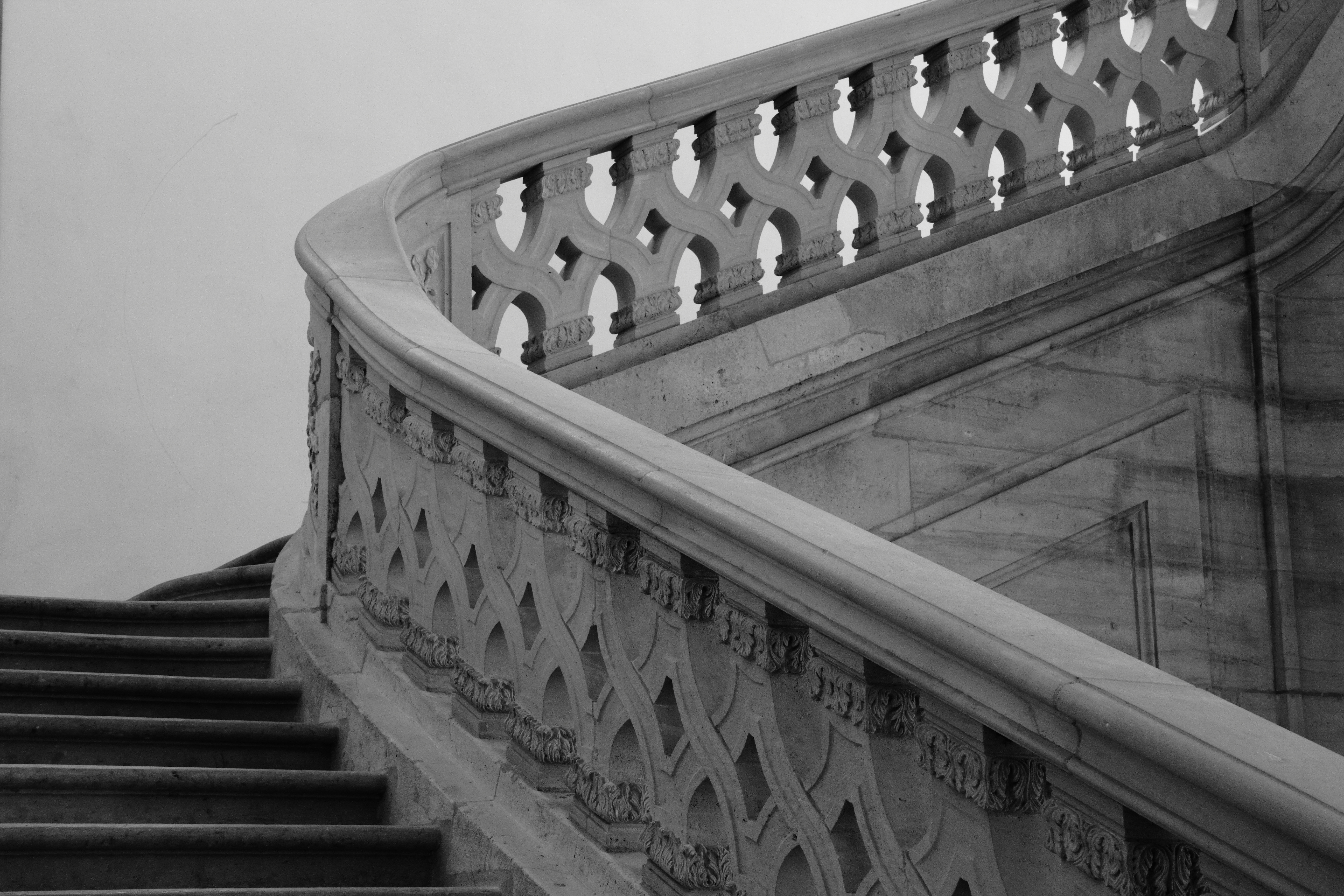
Escalier d'honneur Sud (détail).

### Les salles voûtées du sous-sol
Située sous la chapelle, ces salles servaient de cave pour l'échansonnerie. Les tonneaux arrivaient par la porte donnant sur la rue, puis le vin était mis en bouteilles et stocké. Celles-ci étaient ensuite stockées dans d'autres caves du château. Aujourd’hui, elles accueillent des séminaires et des conférences.

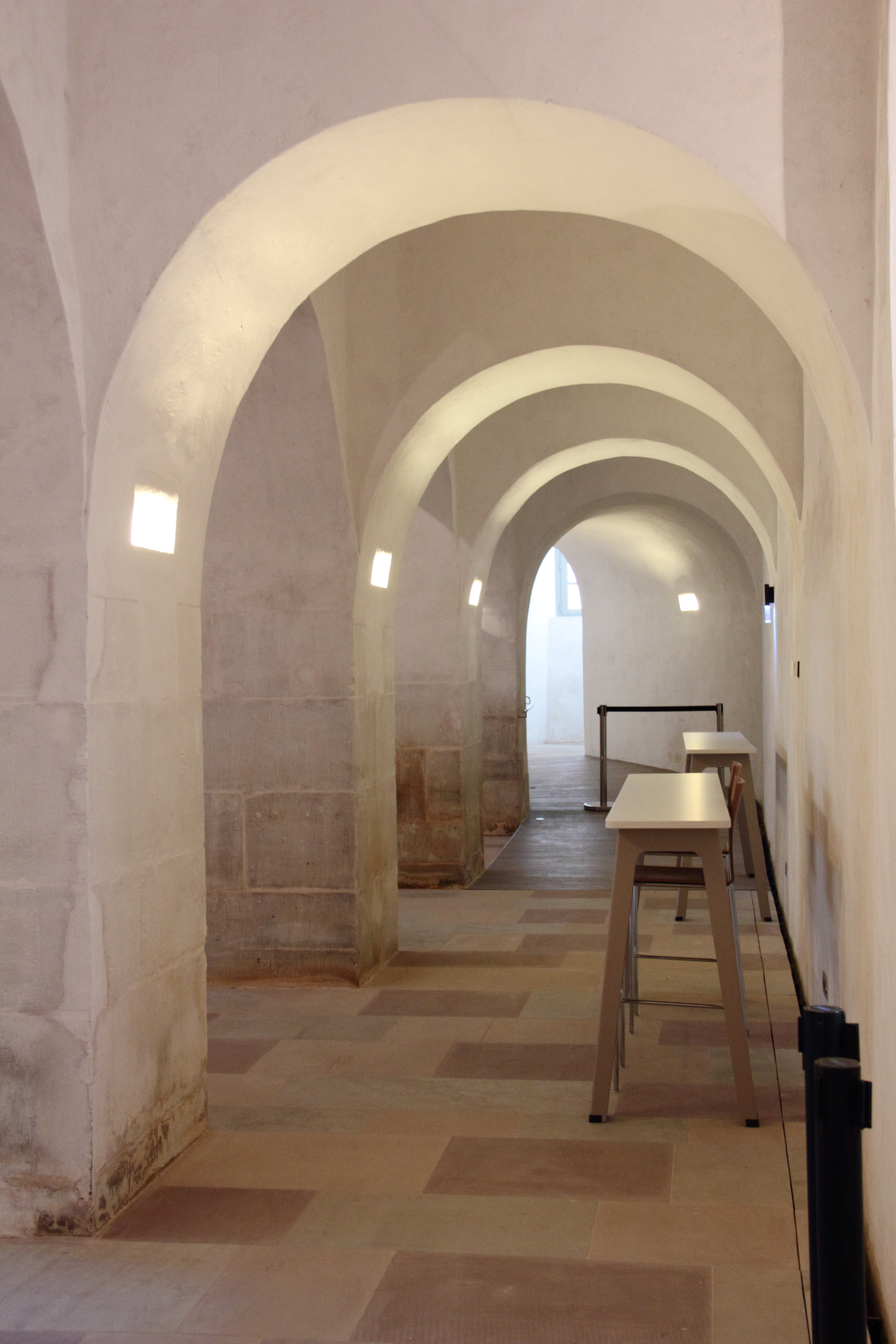
Salles voûtées du sous-sol.
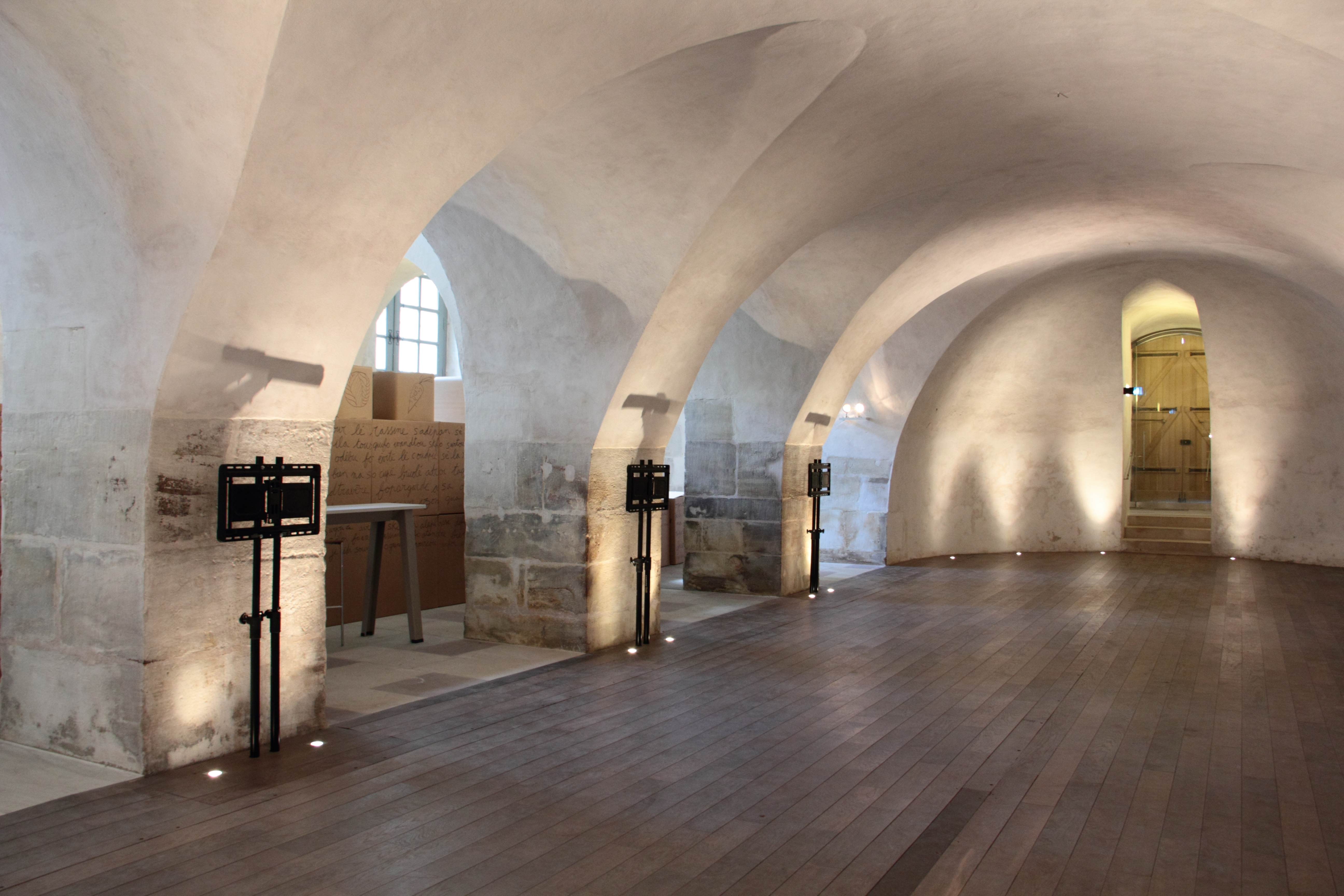
Salles voûtées du sous-sol.

## Les extérieurs autour du château

### La cour des communs et la cour d'honneur

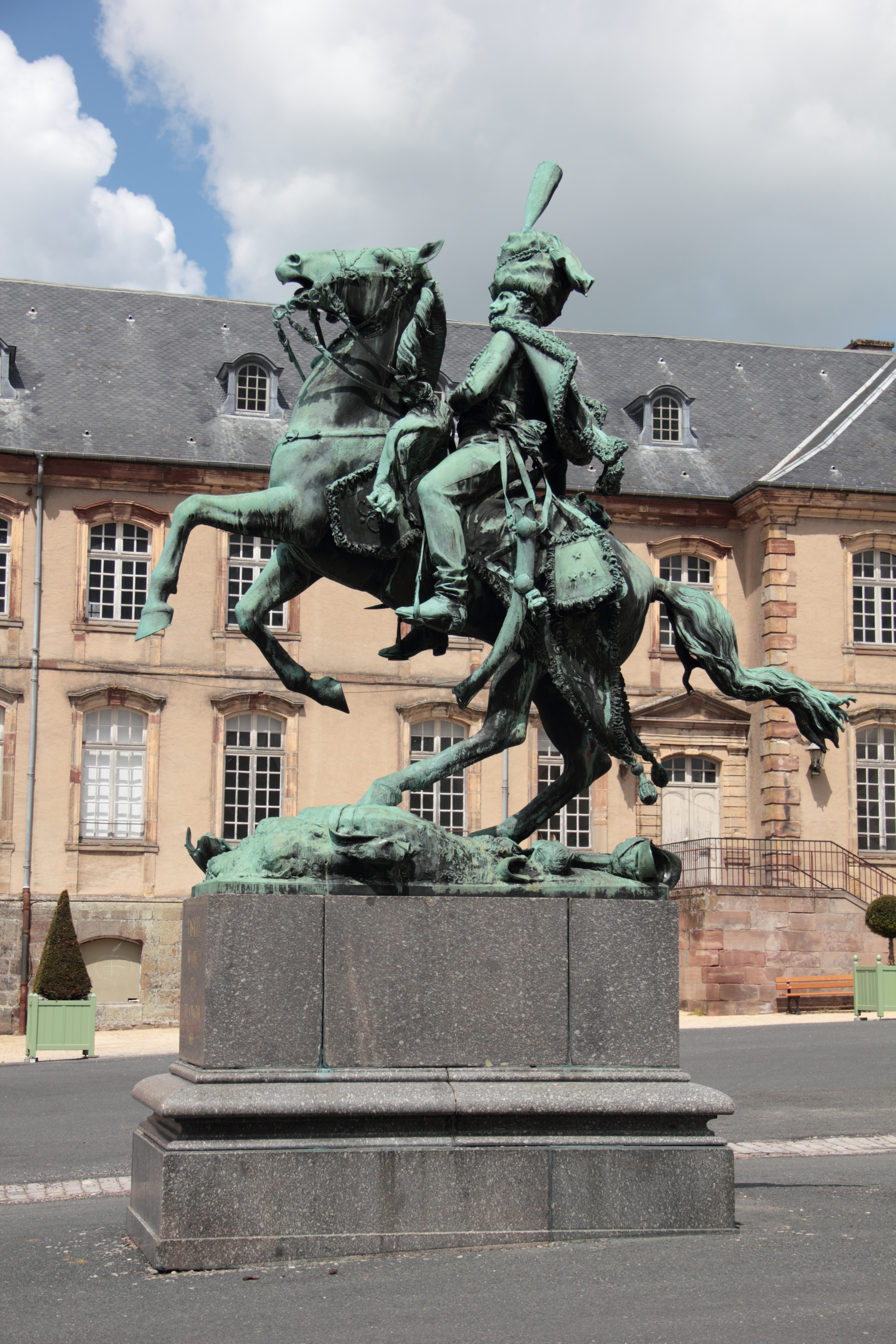
Sculpture équestre d'Antoine Charles Louis de Lasalle.

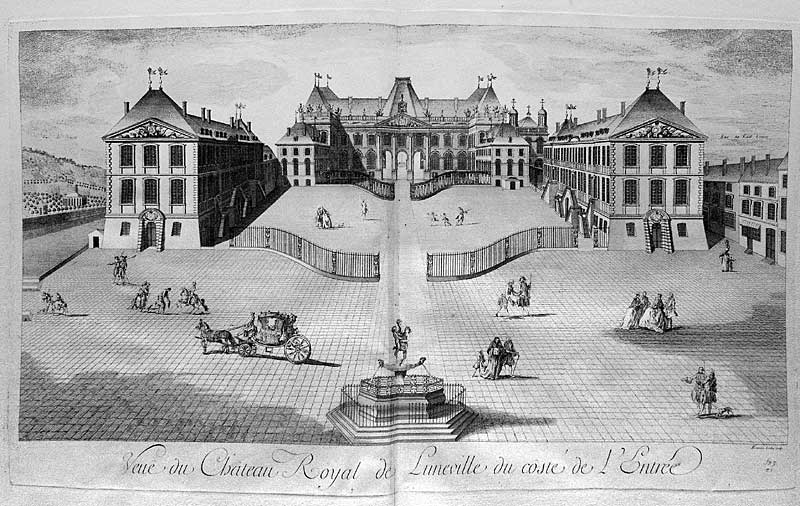
Gravure du XVIIIe siècle avec la cour des communs, la cour d'honneur et la façade ouest du château.

Après avoir franchi un premier portail qui sépare le château de la ville, on arrive dans la première cour entourée de part et d'autre par les communs qui lui ont donné son nom. Dans les années à venir, l'aile nord des communs accueillera des expositions temporaires et l'aile sud présentera les métiers liés à la restauration du château et les artisanats d'art présents dans le Lunévillois. Au centre de la cour des communs se trouve une statue équestre du général messin Antoine Charles Louis de Lasalle de la Grande Armée de Napoléon Ier, érigée en 1893.
Un muret reconstruit en 2002, couronné d'une grille métallique installée en 2005, sépare la cour des communs de la cour d'honneur. Cette restauration vise à rétablir la séparation qui existait entre les deux cours au XVIIIe siècle. Autour de la cour d'honneur, les bâtiments se déploient en forme de U. Au fond, on peut voir le corps central du château encadré de part et d'autre par deux ailes plus basses. Les façades offrent un parfait exemple de l'architecture classique, telle que la concevait l'architecte Germain Boffrand. La sobriété des lignes est compensée par le rythme harmonieux des arcades du rez-de-chaussée. Au centre de la composition, les imposantes colonnes participent à la majesté du bâtiment, et sont surmontées d'un fronton triangulaire décoré de motifs guerriers. Les armoiries de Léopold Ier et de son épouse Élisabeth-Charlotte d'Orléans y figuraient également, mais ont été détruits à la Révolution française. 

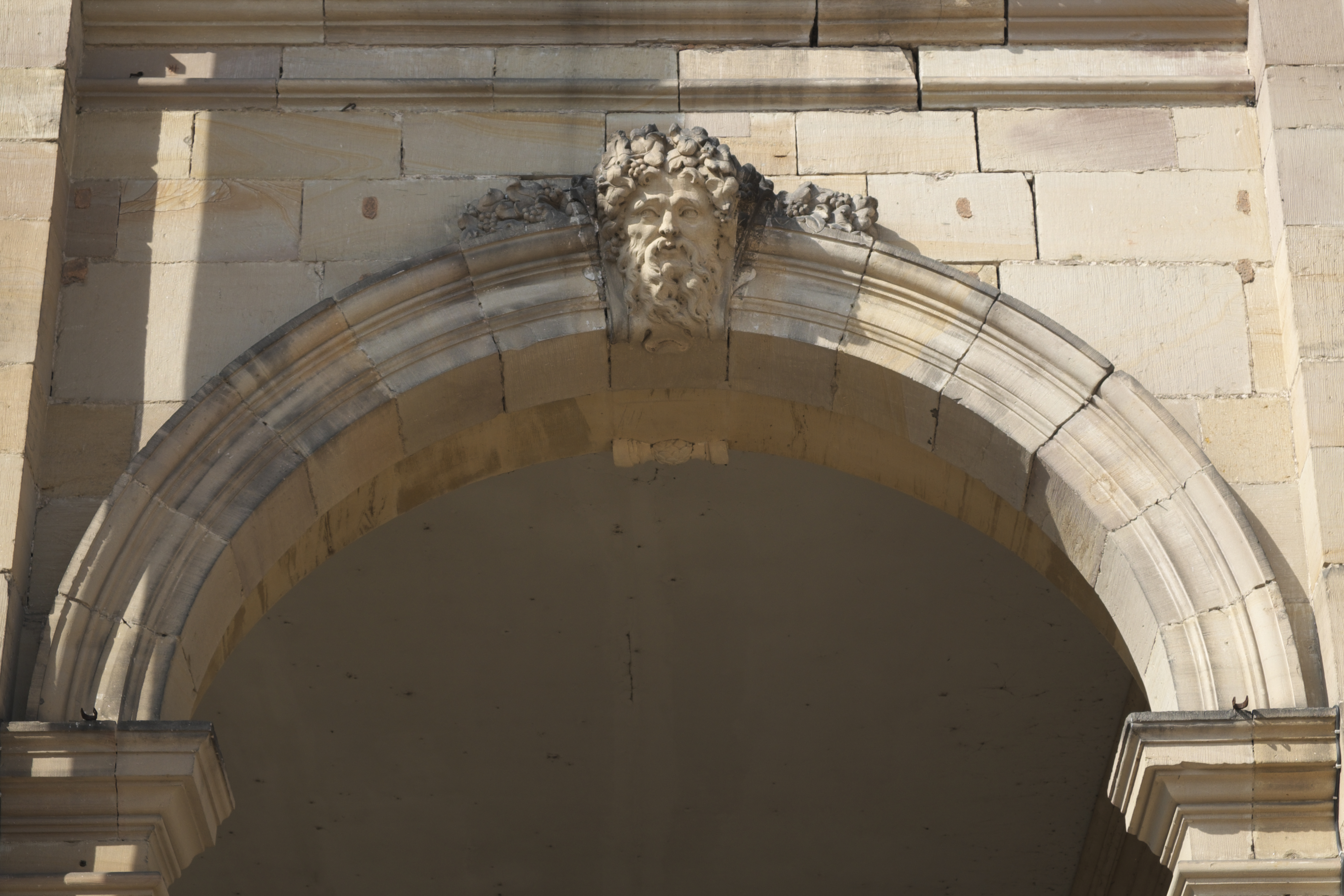
Mascaron par François Dumont, 1721.

Les mascarons ornant les arcades du corps principal sont l’œuvre de François Dumont. 

### Le vestibule
Situé au rez-de-chaussée du corps central du château, il constitue l'entrée principale du palais. Passage majestueux entre les cours et les jardins, il constitue une des grandes originalités de celui-ci. Grâce à sa grande taille, les carrosses pouvaient pénétrer sous les trois arcades pour éviter aux passagers d'être mouillés par la pluie en descendant. L'arcade centrale est surmontée d'un cartouche qui porte le monogramme du duc Léopold Ier, un double L enserrant la croix de Lorraine. Le reste du décor sculpté associe des armes orientales avec des turbans et le croissant turc, évoquant les exploits militaires du père de Léopold Ier, le duc Charles V, qui a combattu les troupes de l'empire ottoman en Europe centrale à la fin du XVIIe siècle. Après travaux de restauration, le vestibule a été inauguré en octobre 2006.

### La terrasse et les jardins à la française
Juste après le vestibule se situe la terrasse, bordée au sud par les appartements ducaux et à l'ouest par le corps central du château. À l'origine elle devait être aussi bordée au nord par une autre aile en symétrie, mais le mauvais état des finances de Léopold Ier a empêché cette réalisation. La terrasse permet une vue dégagée sur les jardins à la française situés côté est.
Ces jardins contribuent depuis le XVIIIe siècle à la célébrité du château de Lunéville. C'est à un émule de André Le Nôtre, Yves des Hours, que le duc Léopold Ier confie en 1710 le soin de réaliser des jardins à la française dans le prolongement du château. Louis de Nesle poursuit et termine les travaux à partir de 1724. Les jardins forment un ensemble de plusieurs parterres à la française qui forment une rigueur géométrique. Une longue allée centrale est bordée de parterres de pelouses et de fleurs qui s'ordonnent régulièrement autour de bassins. De moins en moins bien entretenus après la mort de Stanislas en 1766, les jardins se transforment peu à peu en jardin à l'anglaise. Les parterres retrouvent les grandes lignes du tracé originel lors d'importants travaux en 1946, puis leur état d'origine en septembre 2003 avec la restauration des broderies de buis.
De nombreuses sculptures étaient présentes à l'origine, mais une grande partie a été vendue à la disparition de Stanislas. Ne restent que quatre sculptures de Barthélémy Guibal, Apollon foulant un dragon, Diane accompagnée d'un lévrier, La Nuit et Flore, restaurées en 2020.

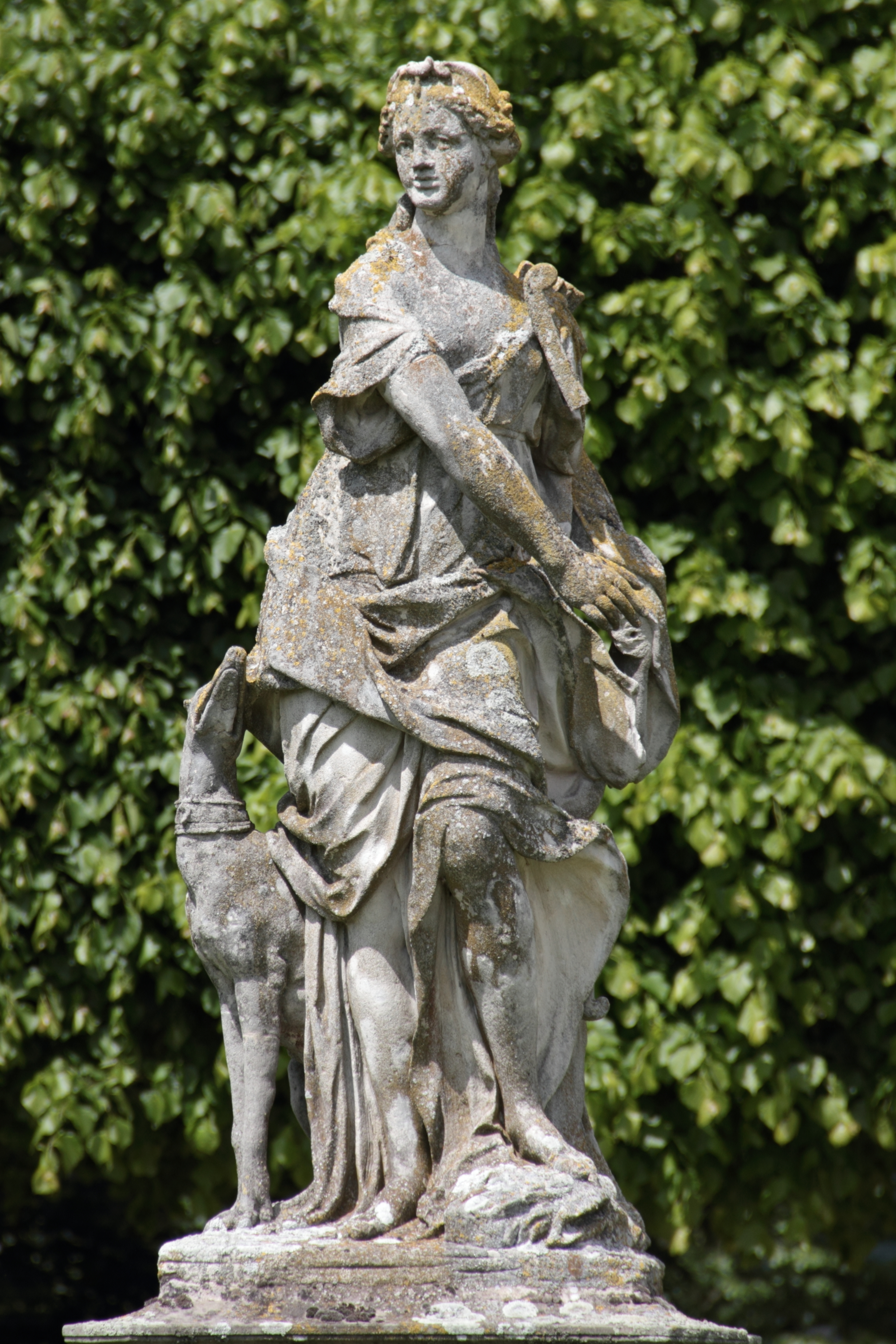
Diane.
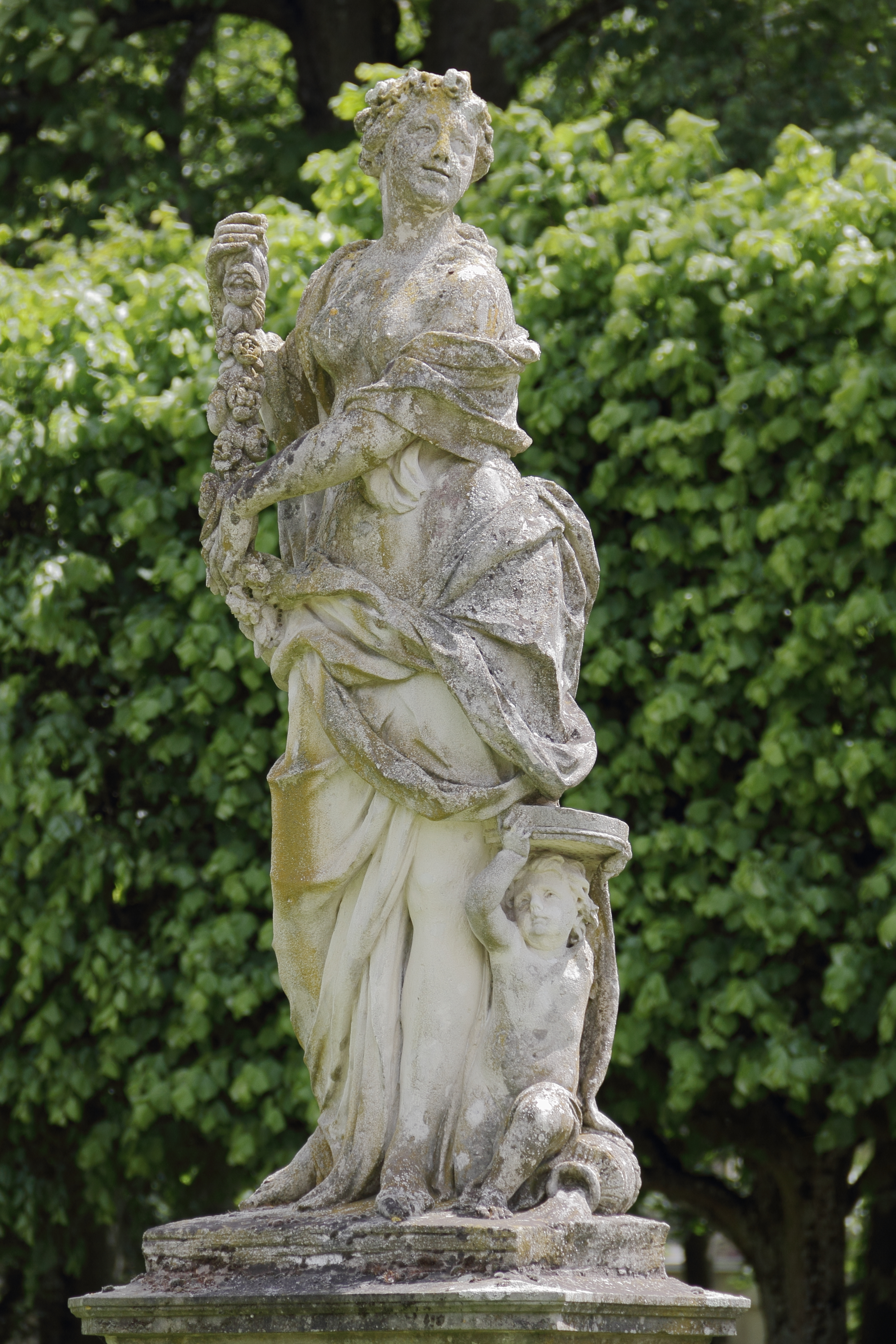
Flore
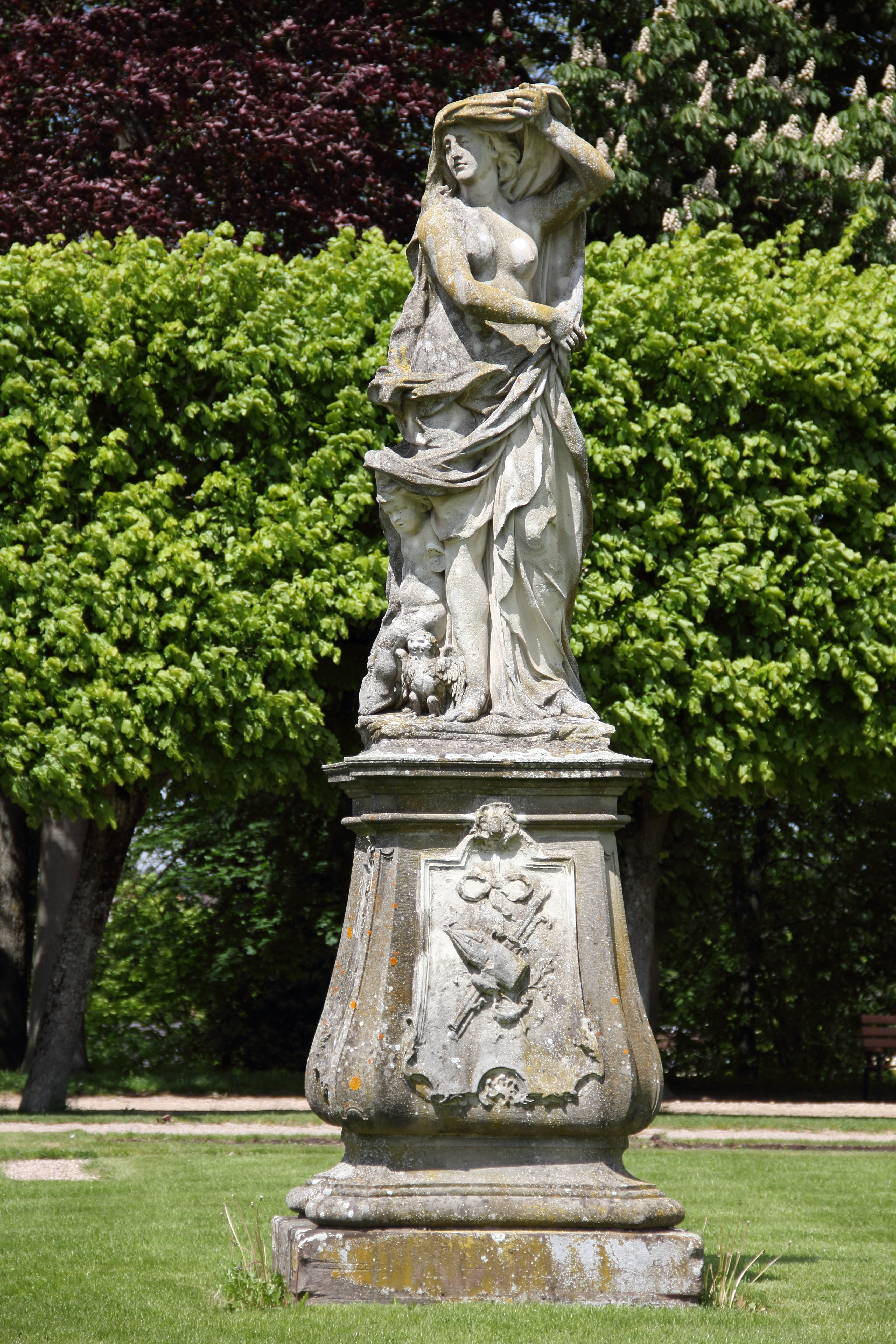
La Nuit.

À la fin du règne de Stanislas il existait une perspective Est-Ouest partant du vestibule du château, traversant les jardins à la française et la forêt allant jusqu'au château de Chanteheux, une sorte de Trianon pour le duc de Lorraine. Ce château de Chanteheux fut construit en 1740 par Emmanuel Héré et aussitôt détruit à la mort du roi de Pologne.

### Le parc des bosquets
Entourant les jardins à la française, c'est le duc Stanislas qui décide d'embellir les bois bordant le parc. Il y fait bâtir plusieurs fabriques par son architecte Emmanuel Héré pour accueillir les divertissements de la cour lorraine. Elles disparaissent après sa mort en 1766 et doivent faire l'objet d'une reconstruction dans les années à venir (le kiosque, le pavillon de la cascade, le salon de la pêcherie, le trèfle...).

### La cour du rocher

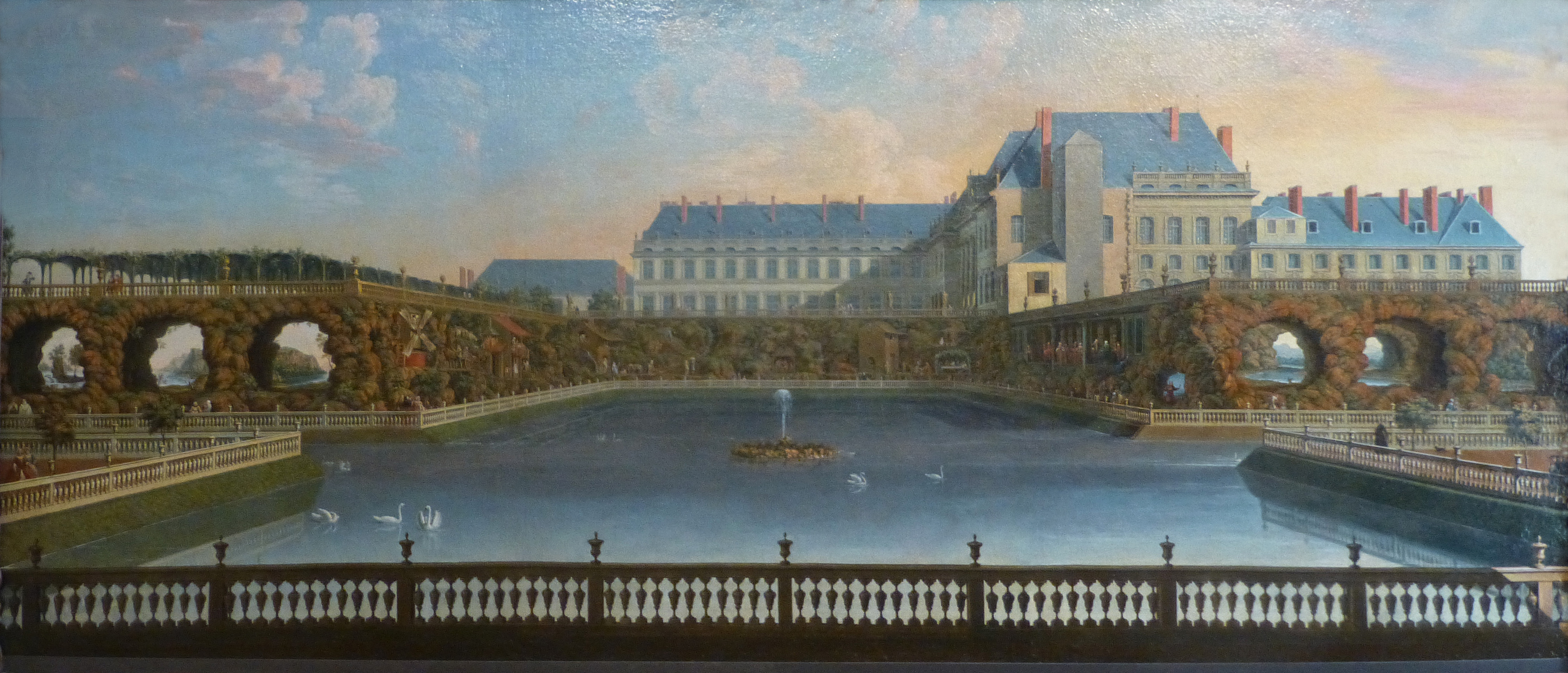
André Joly, Le château de Lunéville, vue du Rocher, vers 1760 (Musée lorrain).

Son nom fait référence à une des fabriques que Stanislas fit construire à cet endroit par Emmanuel Héré. Sur plusieurs blocs de grès, 88 automates mus par un système hydraulique représentent en grandeur réelle des paysans et des artisans dans leur activité quotidienne, autour d'un décor évoquant la nature. Aujourd'hui il n'en subsiste plus aucune trace.